# Liste der Kulturdenkmale in Sebnitz

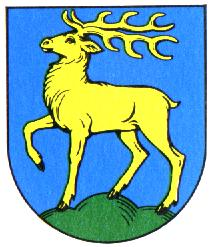
Wappen der Stadt Sebnitz

Die Liste der Kulturdenkmale in Sebnitz enthält die Kulturdenkmale in Sebnitz.
Die Anmerkungen sind zu beachten.
Diese Liste ist eine Teilliste der Liste der Kulturdenkmale im Landkreis Sächsische Schweiz-Osterzgebirge.
Diese Liste ist eine Teilliste der Liste der Kulturdenkmale in Sachsen.

## Aufteilung
Wegen der großen Anzahl von Kulturdenkmalen in Sebnitz ist diese Liste in Teillisten nach den Ortsteilen aufgeteilt.
| Kulturdenkmale in Sebnitz-… |
| --------------------------- |
| Altendorf                   |
| Hainersdorf                 |
| Hertigswalde                |
| Hinterhermsdorf             |
| Lichtenhain                 |
| Mittelndorf                 |
| Ottendorf                   |
| Saupsdorf                   |
| Schönbach                   |

## Legende
- Bild: Bild des Kulturdenkmals, ggf. zusätzlich mit einem Link zu weiteren Fotos des Kulturdenkmals im Medienarchiv Wikimedia Commons. Wenn man auf das Kamerasymbol klickt, können Fotos zu Kulturdenkmalen aus dieser Liste hochgeladen werden:
- Bezeichnung: Denkmalgeschützte Objekte und ggf. Bauwerksname des Kulturdenkmals
- Lage: Straßenname und Hausnummer oder Flurstücknummer des Kulturdenkmals. Die Grundsortierung der Liste erfolgt nach dieser Adresse. Der Link (Karte) führt zu verschiedenen Kartendiensten mit der Position des Kulturdenkmals. Fehlt dieser Link, wurden die Koordinaten noch nicht eingetragen. Sind diese bekannt, können sie über ein Tool mit einer Kartenansicht einfach nachgetragen werden. In dieser Kartenansicht sind Kulturdenkmale ohne Koordinaten mit einem roten bzw. orangen Marker dargestellt und können durch Verschieben auf die richtige Position in der Karte mit Koordinaten versehen werden. Kulturdenkmale ohne Bild sind an einem blauen bzw. roten Marker erkennbar.
- Datierung: Baubeginn, Fertigstellung, Datum der Erstnennung oder grobe zeitliche Einordnung entsprechend des Eintrags in der sächsischen Denkmaldatenbank
- Beschreibung: Kurzcharakteristik des Kulturdenkmals entsprechend des Eintrags in der sächsischen Denkmaldatenbank, ggf. ergänzt durch die dort nur selten veröffentlichten Erfassungstexte oder zusätzliche Informationen
- ID: Vom Landesamt für Denkmalpflege Sachsen vergebene, das Kulturdenkmal eindeutig identifizierende Objekt-Nummer. Der Link führt zum PDF-Denkmaldokument des Landesamtes für Denkmalpflege Sachsen. Bei ehemaligen Kulturdenkmalen können die Objektnummern unbekannt sein und deshalb fehlen bzw. die Links von aus der Datenbank entfernten Objektnummern ins Leere führen. Ein ggf. vorhandenes Icon  führt zu den Angaben des Kulturdenkmals bei Wikidata.

## Sebnitz
| Bild                                    | Bezeichnung | Lage                               | Datierung                                  | Beschreibung | ID       |
| --------------------------------------- | --- | ---------------------------------- | ------------------------------------------ | --- | -------- |
|                                         | Sachgesamtheitsbestandteil der Sachgesamtheit Eisenbahnstrecke Bad Schandau – Sebnitz – Neustadt i. Sa. mit mehreren Einzeldenkmalen sowie die Trasse als Sachgesamtheitsteil | (Karte)                            | um 1880                                    | Sachgesamtheitsbestandteil der Sachgesamtheit Eisenbahnstrecke Bad Schandau – Sebnitz – Neustadt i. Sa. mit folgenden Einzeldenkmalen: Eisenbahntunnel (ID-Nr. 09299908), Eisenbahnunterführung (ID-Nr. 09299910), Wassereinzugsanlage für das Wasserwerk des Bahnhofes Sebnitz (ID-Nr. 09299912), Eisenbahnüberführung (ID-Nr. 09299909), Empfangsgebäude im Schweizer Stil mit Anbauten, einstielige Bahnsteigüberdachung des Hauptbahnsteiges, Wasserstation mit Wasserkran und zwei Stellwerke (B1 und W2) im Ost- und Westendteil der Bahnanlage sowie weitere Technik: Flügelsignalanlage, Vorsignal und Säulenspannwerk (ID-Nr. 09299901), Bahnwärterhaus Nr. 34a (ID-Nr. 09299913), Eisenbahnüberführung über die Heilige Leite und Vorsignal (ID-Nr. 09299900) sowie die Trasse als Sachgesamtheitsteil – eisenbahngeschichtlich von Bedeutung. Anderthalbgeschossiger bzw. eingeschossiger Putzbau im typischen Schweizerstil, Funktionseinheit mit Bahnübergang. | 09302098 |
|                                         | Eisenbahnunterführung (Einzeldenkmal zu ID-Nr. 09302098) | (Karte)                            |                                            | Einzeldenkmal der Sachgesamtheit Eisenbahnstrecke Bad Schandau–Sebnitz–Neustadt i. Sa.: Eisenbahnunterführung an der S 154 (Sebnitzer Str.) – baugeschichtlich, eisenbahngeschichtlich und technikgeschichtlich von Bedeutung. Eisenbahnunterführung (1870er Jahre); Hausteinbogen und -fassade; Länge 24,50 m, lichte Weite 3,40 m, lichte Höhe 3,70 m. Bestandteil der wegen ihrer Ingenieurskunst bemerkenswerten Eisenbahnstrecke Bad Schandau–Sebnitz–Neustadt (Sachgesamtheit); baugeschichtlich und eisenbahngeschichtlich von Bedeutung. | 09299910 |
|                                         | Eisenbahntunnel (Einzeldenkmal zu ID-Nr. 09302098) | (Karte)                            |                                            | Einzeldenkmal der Sachgesamtheit Eisenbahnstrecke Bad Schandau–Sebnitz–Neustadt i. Sa.: Eisenbahntunnel; baugeschichtlich, eisenbahngeschichtlich und technikgeschichtlich von Bedeutung. Eisenbahntunnel (1870er Jahre); 147 m lang, Hausteinfassaden; letzter Tunnel der Bahnstrecke. Bestandteil der wegen ihrer Ingenieurskunst bemerkenswerten Eisenbahnstrecke Bad Schandau–Sebnitz–Neustadt (Sachgesamtheit); baugeschichtlich und eisenbahngeschichtlich von Bedeutung (LfD/2012). | 09299908 |
|                                         | Wassereinzugsanlage für das Wasserwerk des Bahnhofes Sebnitz, technische Rarität (Einzeldenkmal zu ID-Nr. 09302098)                                                           | (Karte)                            |                                            | Einzeldenkmal der Sachgesamtheit Eisenbahnstrecke Bad Schandau–Sebnitz–Neustadt i. Sa.: Wassereinzugsanlage für das Wasserwerk des Bahnhofes Sebnitz, technische Rarität; eisenbahngeschichtlich und technikgeschichtlich von Bedeutung. Wassereinzugsanlage für das Wasserwerk des Bahnhofes Sebnitz, technische Rarität; das Wasser für das Wasserwerk des Bahnhofes wird unterhalb des Gerstenberges gesammelt. Nach dem Sammelbehälter kann der Wasserfluss mit einem Ventil abgesperrt werden. Von dort aus fließt es in freiem Gefälle in einer Rohrleitung bis zum Bahnwasserwerk. Durch den Höhenunterschied kann das Wasser ohne Pumpen bis in die beiden Hochbehälter des Wasserwerkes gelangen. Bestandteil der wegen ihrer Ingenieurskunst bemerkenswerten Eisenbahnstrecke Bad Schandau–Sebnitz–Neustadt (Sachgesamtheit); technikgeschichtlich und eisenbahngeschichtlich von Bedeutung (LfD/2012).                                                           | 09299912 |
|                                         | Wohnhaus in geschlossener Bebauung | Am Brauhaus 2 (Karte)              | um 1910                                    | Wohnhaus in geschlossener Bebauung und Ecklage (siehe auch Markt 11) – baugeschichtlich und platzbildprägend von Bedeutung. | 09276323 |
|                                         | Ehem. Stadtbank | Am Brauhaus 4 (Karte)              | um 1920                                    | Bankgebäude in geschlossener Bebauung – typischer Bau im Stile der 1920er Jahre mit Bedeutung für das Ortsbild und die Ortsgeschichte, mit Plastiken an Veranda. | 09276634 |
| Weitere Bilder                          | Wohnhaus (ehemals zur Weberei gehörig) | Am Brauhaus 9 (Karte)              | um 1865                                    | baugeschichtlich von Bedeutung Sandsteingewände, im 2. Obergeschoss Fensterbedachungen, Kniestock, mit Rosetten. | 09276635 |
|                                         | Wohnhaus | Am Brauhaus 10 (Karte)             | um 1860                                    | recht unverfälschtes Dokument der historischen Hauslandschaft von Sebnitz, baugeschichtlich von Bedeutung. Kreuzgewölbe im Keller, Rundbogenfenster im Erdgeschoss, Obergeschoss Fensterbedachungen, symmetrische Fassadengliederung, mit hölzerner Loggia. | 09276639 |
| Weitere Bilder                          | Wohnhaus in offener Bebauung | Am Brauhaus 13 (Karte)             | 1855                                       | baugeschichtlich von Bedeutung. Mit Drempelgeschoss, Korbbogenfenster im Erdgeschoss. | 09276636 |
|                                         | Ehem. Städtisches Brauhaus | Am Brauhaus 14 (Karte)             | 1855–1856                                  | Ehemaliges Brauhaus, heute Wohnhaus – baugeschichtlich und ortsgeschichtlich von Bedeutung. Dreigeschossiges Hauptgebäude mit Kniestock, Zwillingsfenster mit Rund- und Segmentbogen in den Obergeschossen, flach geneigtes Walmdach, Brautechnik entfernt, jetzt Wohnnutzung, ab 1889 Einstellung des Braubetriebes. | 09276637 |
| Weitere Bilder                          | Wohnhaus | Am Knöchel 2 (Karte)               | Kern 1. Hälfte 18. Jh.                     | Wohnhaus (ohne hinteren Anbau) – mit Ladeneinbau, Fachwerkkonstruktion, baugeschichtlich und sozialgeschichtlich von Bedeutung. Ausfachungen verputzt. | 09276789 |
|                                         | Doppelwohnhaus in Ecklage mit Sitznischenportal | Bachstraße 1 (Karte)               | um 1590 (Portal)                           | baugeschichtlich und städtebaulich von Bedeutung. Miteinander verbunden, Lange Straße 8 roter Klinker, Bachstraße 1 gelber Klinker, mit Sandsteingliederungen, abgeschrägte Ecke, Zierfachwerk, hofseitig Sitznischenportal (Renaissanceportal) vom Vorgängerhaus. | 09276650 |
|                                         | Eisenbahnüberführung (Einzeldenkmal zu ID-Nr. 09302098) | Bahnhofstraße (Karte)              | 1877                                       | Einzeldenkmal der Sachgesamtheit Eisenbahnstrecke Bad Schandau–Sebnitz–Neustadt i. Sa.: Eisenbahnüberführung – baugeschichtlich, eisenbahngeschichtlich und technikgeschichtlich von Bedeutung. Quadersandstein-Bogenbrücke über die Bahnhofstraße, mit Stützmauern, Länge 26,85 m, lichte Weite 8 m, lichte Höhe 4,60 m im Scheitel. Eisenbahnüberführung (1877), Quadersandstein-Bogenbrücke über die Bahnhofstraße, mit Stützmauern, Länge 26,85 m, lichte Weite 8 m, lichte Höhe 4,60 m im Scheitel, Bestandteil der wegen ihrer Ingenieurskunst bemerkenswerten Eisenbahnstrecke Bad Schandau–Sebnitz–Neustadt (Sachgesamtheit), baugeschichtlich und eisenbahngeschichtlich von Bedeutung (LfD/2012). | 09299909 |
|                                         | Gedenkstätte | Bahnhofstraße (Karte)              | 1950                                       | Gedenkstätte für die Verfolgten des Naziregimes (Anlage aus Stele und Grüngestaltung) – ortsgeschichtlich von Bedeutung. | 09277317 |
| Weitere Bilder                          | Wohnhaus in Ecklage | Bahnhofstraße 1 (Karte)            | um 1855                                    | Wohnhaus baugeschichtlich und platzbildprägend von Bedeutung, ehemaliges Kino, ortsgeschichtlich von Bedeutung. Ehem. Kino, zwei baulich miteinander verbundene Gebäude, Wohnhaus mit späterem Ladeneinbau, Mittelrisalit mit Segmentbogengiebel. | 09276318 |
| Weitere Bilder                          | Wohnhaus in geschlossener Bebauung | Bahnhofstraße 2 (Karte)            | um 1870                                    | städtebaulich von Bedeutung. Zweigeschossig, mit Drempel, mit Laden im Erdgeschoss. | 09276630 |
| Direkt Bild zu diesem Denkmal hochladen | Villa mit Villengarten | Bahnhofstraße 3 (Karte)            | 1883                                       | Villa mit Villengarten und Treppenanlage – baugeschichtlich und landschaftsgestaltend von Bedeutung. | 09276642 |
| Weitere Bilder                          | Villa und Villengarten (Gartendenkmal) | Bahnhofstraße 12 (Karte)           | um 1880                                    | Villa und Villengarten (Gartendenkmal) eines ehemaligen Blumenfabrikanten mit Einfriedung – baugeschichtlich und ortsgeschichtlich von Bedeutung. Der von Max Bertram entworfene Garten besitzt darüber hinaus auch gartenkünstlerische Bedeutung. | 09276795 |
| Weitere Bilder                          | Bahnhof Sebnitz (Sachs) (Einzeldenkmal zu ID-Nr. 09302098) | Bahnhofstraße 17 (Karte)           | um 1880                                    | Einzeldenkmale der Sachgesamtheit Eisenbahnstrecke Bad Schandau–Sebnitz–Neustadt i. Sa.: Empfangsgebäude im Schweizer Stil mit Anbauten, einstielige Bahnsteigüberdachung des Hauptbahnsteiges, Wasserstation mit Wasserkran und zwei Stellwerken (B1 und W2) im Ost- und Westendteil der Bahnanlage sowie weitere Technik: Flügelsignalanlage, Vorsignal, Säulenspannwerk – baugeschichtlich, eisenbahngeschichtlich und technikgeschichtlich von Bedeutung. | 09299901 |
|                                         | Blumenfabrik Gustav Weller | Baudenweg 1 (Karte)                | bez. 1909                                  | Wohn- und Geschäftshaus der Blumenfabrik Weller – architekturhistorisch und ortsgeschichtlich von Bedeutung. Mit Eingangspfeiler, Mittelrisalit und betonte Mitte durch eng stehende Fenster, Putzornamentik, Anlehnung an den Jugendstil. | 09276796 |
|                                         | Finkenbaude | Finkenbergweg 35 (Karte)           | 1901                                       | Gasthaus – in Blockbauweise, baugeschichtlich und ortsgeschichtlich von Bedeutung. | 09276797 |
| Weitere Bilder                          | Erweiterungsbau des Schulgebäudes | Bergstraße 4 (Karte)               | 1914/1915 Erweiterungsbau der Schule       | Erweiterungsbau des Schulgebäudes Weberstraße 1 – baugeschichtlich von Bedeutung. | 09299916 |
| Weitere Bilder                          | Kinderheim | Bergstraße 9 (Karte)               | um 1910                                    | im Heimatstil, baugeschichtlich von Bedeutung. | 09276756 |
| Weitere Bilder                          | Wohnhaus (Umgebinde) mit Blockstube | Bergstraße 16 (Karte)              | 2. Hälfte 19. Jh.                          | Obergeschoss Fachwerk, baugeschichtlich und sozialgeschichtlich von Bedeutung. | 09276757 |
| Weitere Bilder                          | Wohnhaus (Umgebinde) | Bergstraße 18 (Karte)              | bez. 1758, lt. Tafel an hölzernem Schuppen | ortstypisches eingeschossiges Umgebindehaus mit hohem Krüppelwalmdach, baugeschichtlich und sozialgeschichtlich von Bedeutung. Giebel verbrettert. | 09276758 |
|                                         | Umgebinde-Wohnhaus | Bergstraße 23 (Karte)              | 1. Hälfte 19. Jh.                          | baugeschichtlich und sozialgeschichtlich von Bedeutung. Giebel verbrettert. | 09276761 |
| Weitere Bilder                          | Weberhaus Goll | Bergstraße 25 (Karte)              | 1. Hälfte 19. Jh.                          | Umgebindehaus – baugeschichtlich und sozialgeschichtlich von Bedeutung. | 09276759 |
| Weitere Bilder                          | Umgebinde-Wohnhaus | Bergstraße 26 (Karte)              | 1. Hälfte 19. Jh.                          | baugeschichtlich und sozialgeschichtlich von Bedeutung. | 09276760 |
| Direkt Bild zu diesem Denkmal hochladen | Villa | Bergweg 8 (Karte)                  | um 1910                                    | im Stil der Architektur um 1910, baugeschichtlich von Bedeutung. Mit farbigem Glas in Fenstern, Sandsteinsockel, Turm mit Zierfachwerk. | 09276763 |
| Weitere Bilder                          | Ilse-Ohnesorge-Haus | Bergweg 29 (Karte)                 | um 1910                                    | Wohnhaus von Ilse Ohnesorge (1866–1937) – ortsgeschichtlich von Bedeutung. | 09276784 |
| Weitere Bilder                          | Ehem. Blumenfabrik Carl August Bönisch | Blumenstraße 1 (Karte)             | 1884–1886                                  | Wohnhaus in offener Bebauung und Fabrikgebäude – baugeschichtlich und ortsgeschichtlich von Bedeutung. Wohnhaus mit klassizistischen Fassadenelementen, Sandsteingewände und Sockel, Eckrisalit mit Balkon und Loggia, Gurtband zwischen Erdgeschoss und Obergeschoss, Fabrikgebäude 1920er Jahre. | 09276706 |
| Weitere Bilder                          | Fabrikantenvilla | Blumenstraße 2 (Karte)             | um 1870                                    | baugeschichtlich und ortsgeschichtlich von Bedeutung. Mit Erker und Risalit, Stuckgliederung und Stuckornamentik im Hauseingang. | 09276704 |
| Weitere Bilder                          | Wohnhaus in offener Bebauung | Blumenstraße 4 (Karte)             | um 1870/1880                               | baugeschichtlich von Bedeutung. Sandsteingewände, im Erdgeschoss segmentbogige Fenster. | 09276705 |
| Weitere Bilder                          | Wohnhaus in offener Bebauung | Blumenstraße 6 (Karte)             | 3. Viertel 19. Jh.                         | baugeschichtlich von Bedeutung. Sandsteingewände, Drempelgeschoss, Putzgliederung. | 09276707 |
|                                         | Wohnhaus in offener Bebauung und Ecklage | Blumenstraße 7 (Karte)             | bez. 1910                                  | baugeschichtlich und städtebaulich von Bedeutung. Abgeschrägte Ecke, jugendstilartiger Dekor-Stuck. | 09276708 |
| Weitere Bilder                          | Ehem. Kunstblumenfabrik William Bergmann | Böhmische Straße 9 (Karte)         | 1896                                       | Klinkerbau mit Sandsteingliederungselementen (ohne Hinterhaus) – baugeschichtlich und ortsgeschichtlich von Bedeutung. Kein eigentliches Fabrikationsgebäude (diese im Hof), sondern Wohnhaus des Blumenfabrikanten, 1896 von Architekt Gustav Reinhard projektiert. | 09276695 |
| Weitere Bilder                          | Wohnhaus mit Laden | Böhmische Straße 11 (Karte)        | um 1880/1890                               | Wohnhaus in offener Bebauung mit Laden (originale Ausstattung) – baugeschichtlich und städtebaulich von Bedeutung. Sandsteingewände, viele Gliederungselemente. | 09276696 |
| Weitere Bilder                          | Zollhaus | Böhmische Straße 62 (Karte)        | 2. Hälfte 19. Jh.                          | baugeschichtlich und ortsgeschichtlich von Bedeutung. Viergeschossiger Bau, Mittelrisalit mit rundbogigen Fenstern, im Erdgeschoss segmentbogige Fensteröffnungen, Walmdach. | 09276703 |
| Direkt Bild zu diesem Denkmal hochladen | Gedenkstele | Burggäßchen                        |                                            | Stele zum Gedenken an den Antifaschisten Arthur Hartmann (1891–1940); ortsgeschichtlich von Bedeutung | 09301360 |
| Direkt Bild zu diesem Denkmal hochladen | Fabrikantenvilla mit Villengarten | Burggäßchen 10 (Karte)             | um 1890, Teile Vorgängerbau                | Fabrikantenvilla mit Villengarten und Gartenhaus sowie VVN-Denkmal – baugeschichtlich und ortsgeschichtlich sowie landschaftsgestaltend von Bedeutung. Villa und Garten befinden sich auf einem Felssporn, dem sogenannten Neidberg, der ehemals einen Herrensitz beherbergte. Die wohl um 1200 angelegte und 1427 erstmals erwähnte Burg „Nydenberge“ war vermutlich bereits 1791 eine Wüstung. Von der Wehranlage sind heute nur noch Wall- und Grabenansatz erkennbar (archäologisches Denkmal). | 09299783 |
|                                         | Doppelmietshaus | Dr.-Steudner-Straße 20; 22 (Karte) | um 1890                                    | baugeschichtlich von Bedeutung. Zwei Eingänge, Lisenengliederung, zwei Zwerchhäuser, im Erdgeschoss Lünetten über Fenstern, im Obergeschoss Schlussstein über Fenstern. | 09276799 |
| Weitere Bilder                          | Wohnhaus | Dr.-Steudner-Straße 75 (Karte)     | um 1905                                    | im Landhausstil, baugeschichtlich von Bedeutung. Eingezogener Balkon (überdacht), seitlich verglast, mit Dachüberstand, Zierfachwerk, seitlich verbrettert, Erdgeschoss mit Fensterläden. | 09276800 |
| Weitere Bilder                          | Hinteres Finkengut | Dr.-Steudner-Straße 75a (Karte)    | bez. 1805                                  | Wohnhaus – baugeschichtlich und sozialgeschichtlich von Bedeutung. Obergeschoss Fachwerk, Mansarddach, drei Schleppgauben, profiliertes Türgewände. | 09276801 |
| Direkt Bild zu diesem Denkmal hochladen | Fabrikantenvilla | Feldweg 1 (Karte)                  | um 1880                                    | Fabrikantenvilla in spätklassizistischen Formen mit Erweiterung im Landhausstil – baugeschichtlich und ortsgeschichtlich von Bedeutung. Erweiterung mit Turmaufbau und Zierfachwerk, Wohnhaus des Heimatforschers Meiche. | 09299784 |
|                                         | Wohnhaus mit Eckerker | Finkenbergstraße 2 (Karte)         | um 1890                                    | Freistehendes Wohnhaus mit Eckerker – baugeschichtlich und städtebaulich von Bedeutung. Mit Turm, hölzerne Loggien. | 09276730 |
| Weitere Bilder                          | Wohnhaus in offener Bebauung | Finkenbergstraße 3 (Karte)         | 1904 oder 1905                             | Wohnhaus in offener Bebauung und Stützmauern – villenartiges Wohnhaus mit vielen erhaltenen zeitgenössischen Details, baugeschichtlich und künstlerisch von Bedeutung, Frühwerk des Architekten Paul Schultze-Naumburg. Zweigeschossiger massiver Bau auf quadratischem Grundriss mit Zeltdach, weitgehend intaktes Wand-Öffnungs-Verhältnis, großteils originale Fenstersprossung, kräftige Traufüberstände, Sparrendach (Biberschwanzdeckung) mit anlaufenden Trauflinien infolge Aufschiebling, hoher Schornstein, jeweils eine einfeldrige stehende Gaupe mit kleinem Dreiecksgiebel nach allen Dachseiten, innen originale Türen, das Gebäude ist vielfach dokumentiert, auch zeitgenössisch, von wissenschaftlich-dokumentarischem Wert, außerdem von Seltenheitswert. | 09276729 |
| Weitere Bilder                          | Allgemeine Ortskrankenkasse | Finkenbergstraße 7 (Karte)         | 1926–1927 (Krankenkasse)                   | Verwaltungsgebäude – baugeschichtlich und ortsgeschichtlich von Bedeutung, freistehender Putzbau. | 09276728 |
|                                         | Wohnhaus in offener Bebauung | Finkenbergstraße 10 (Karte)        | um 1910                                    | baugeschichtlich von Bedeutung. Fensterläden fehlen, mit seitlichem Erker. | 09276727 |
| Weitere Bilder                          | Wohnhaus des Amtsgerichtsdirektors | Finkenbergstraße 13 (Karte)        | um 1920                                    | baugeschichtlich von Bedeutung. | 09276726 |
| Weitere Bilder                          | Ehem. Amtsgericht | Finkenbergstraße 13a (Karte)       | bez. 1914–1916                             | Ehem. Amtsgericht (heute Polizeigebäude) mit Gefängnisflügel – baugeschichtlich und ortsgeschichtlich von Bedeutung, Putzbau. | 09276725 |
| Weitere Bilder                          | Kath. Pfarrei Kreuzerhöhung | Finkenbergstraße 15 (Karte)        | 1890er Jahre                               | Kath. Pfarramt mit Einfriedung – ortsgeschichtlich von Bedeutung. | 09276722 |
| Weitere Bilder                          | Kath. Pfarrkirche Zur Kreuzerhöhung | Finkenbergstraße 15a (Karte)       | 1890–1892                                  | baugeschichtlich und ortsgeschichtlich von Bedeutung. Neogotischer Bau, kreuzförmiger Grundriss, einschiffiges Langhaus mit kurzen Querarmen und geradem Chorabschluss. Kath. Kirche „Zur Kreuzerhöhung“. 1890–92 nach Plänen von Christian Gottfried Schramm aus Dresden und Gustav Adolf Reinhardt aus Sebnitz im neugotischen Stil erbaut. Restaurierung 1990–91. Einschiffiger Raum auf kreuzförmigem Grundriss, Westempore. Ausstattung aus der Erbauungszeit. Mechanische Kegelladen-Orgel mit freistehendem Spieltisch, Eule 1892 (Dehio Sachsen I, 1996). | 09276723 |
|                                         | Ehem. Kath. Schule | Finkenbergstraße 17 (Karte)        | 1890er Jahre                               | Freistehendes Schulgebäude (ohne Anbau) – ortsgeschichtlich von Bedeutung. | 09276724 |
| Weitere Bilder                          | Sachgesamtheit Neuer Friedhof Sebnitz mit mehreren Einzeldenkmalen sowie Friedhofsgestaltung (Gartendenkmal)                                                                  | Friedhofstraße (Karte)             | 1861                                       | Sachgesamtheit Neuer Friedhof Sebnitz mit mehreren Einzeldenkmalen: Friedhofskapelle, Einfriedung, Kriegerdenkmal für die Gefallenen von 1870/71 und 29 denkmalwürdige Grabstelle (Einzeldenkmale ID-Nr. 09276556) sowie Friedhofsgestaltung (Gartendenkmal) – ortshistorische und gartenkünstlerische Bedeutung. | 09301120 |
| Weitere Bilder                          | Friedhofskapelle, Einfriedung, Kriegerdenkmal für die Gefallenen von 1870/71 und 29 denkmalwürdige Grabstellen (Einzeldenkmale zu ID-Nr. 09301120)                            | Friedhofstraße (Karte)             | 1890                                       | Einzeldenkmale der Sachgesamtheit Neuer Friedhof Sebnitz: Friedhofskapelle, Einfriedung, Kriegerdenkmal für die Gefallenen von 1870/71 und 29 denkmalwürdige Grabstelle – baugeschichtlich und ortsgeschichtlich von Bedeutung. Friedhofsmauer: Sandsteinblöcke, schmiedeeisernes Gitter, Kriegerdenkmal 1870/1871 (Obelisk). | 09276556 |
| Weitere Bilder                          | Wohnhaus | Friedhofstraße 6 (Karte)           | 1. Hälfte 19. Jh.                          | Obergeschoss Fachwerk, baugeschichtlich von Bedeutung. Im Erdgeschoss Gewände zum Teil Sandstein. | 09276550 |
| Weitere Bilder                          | Wohnhaus | Friedhofstraße 7 (Karte)           | 18. Jh.                                    | Obergeschoss Fachwerk, mit originaler Holzbalkendecke, baugeschichtlich von Bedeutung. Obergeschoss Fachwerk, verputzt. | 09276552 |
| Direkt Bild zu diesem Denkmal hochladen | Wohnhaus in offener Bebauung | Friedhofstraße 8 (Karte)           | um 1900                                    | Wohnhaus mit aufwändigen Gliederungselementen in offener Bebauung – baugeschichtlich und städtebaulich von Bedeutung. Erdgeschoss Sandsteinsockel, bossiert, Obergeschoss weiße Klinker, Sandsteineinfassungen der Fenster. | 09276551 |
| Direkt Bild zu diesem Denkmal hochladen | Wohnhaus | Friedhofstraße 14 (Karte)          | Mitte 18. Jh.                              | Obergeschoss Fachwerk, baugeschichtlich von Bedeutung. Obergeschoss Fachwerk, links ausgemauert, rechts erhalten, Fachwerk verputzt, originale Haustür, zum Teil Fensterläden, rückseitig verschieferter älterer Bauteil. | 09276553 |
| Weitere Bilder                          | Eingeschossiges Wohnhaus | Friedhofstraße 18 (Karte)          | um 1800                                    | Eingeschossiges Wohnhaus (ehemals Umgebindehaus) – baugeschichtlich und sozialgeschichtlich von Bedeutung. Umgebindereste in der Giebelwand erhalten, eingeschossig, Giebel verbrettert. | 09276554 |
| Weitere Bilder                          | Blumenfabrik Franz Strigel | Friedhofstraße 34 (Karte)          | 1909                                       | Blumenfabrik, zweigeschossiger Gebäudekomplex mit verschiedenen Klinkerbauten – ortsgeschichtlich von Bedeutung. | 09276557 |
| Weitere Bilder                          | Mietvilla | Götzingerstraße 1 (Karte)          | um 1920                                    | Mietvilla mit vergleichsweise aufwändigem Dekor – baugeschichtlich von Bedeutung. | 09299786 |
| Direkt Bild zu diesem Denkmal hochladen | Doppelmietshaus in offener Bebauung | Götzingerstraße 29; 31 (Karte)     | nach 1925                                  | Doppelmietshaus in offener Bebauung, Bestandteil der Arbeitersiedlung des Sebnitzer Bau- und Sparvereins – von ortsgeschichtlichem und architekturhistorischem Wert. Zweigeschossig, breite Schleppgaube, originale Fensterläden, aus Evangelischem Arbeiterverein hervorgegangen, gegr. 1901. | 09276785 |
| Weitere Bilder                          | Doppelmietshaus in offener Bebauung | Götzingerstraße 33; 35 (Karte)     | nach 1925                                  | Doppelmietshaus in offener Bebauung, Bestandteil der Arbeitersiedlung des Sebnitzer Bau- und Sparvereins – von ortsgeschichtlichem und architekturhistorischem Wert. Zweigeschossig, breite Schleppgaube, originale Fensterläden, straßenseitig mit Putzbild (bezeichnet Bernhard Müller) zur Stadtgeschichte (Weberei, Kunstblume, Papier), aus Evangelischem Arbeiterverein hervorgegangen, gegr. 1901. | 09276786 |
| Weitere Bilder                          | Freistehendes Mietshaus | Götzingerstraße 36; 38; 40 (Karte) | 1928/1929                                  | Freistehendes Mietshaus über L-förmigem Grundriss (siehe auch Nr. 49 und 51) – als Wohnhaus des Malers und Graphikers Dr. Hanns Georgi (1901–1989) – ortsgeschichtlich interessant, bauliches Zeugnis des Architekten Kurt Bärbig (Dresden). Zweigeschossig, Schleppgaube, originale Fensterläden. | 09276787 |
| Weitere Bilder                          | Freistehendes Mietshaus | Götzingerstraße 49; 51 (Karte)     | 1928/1929                                  | Freistehendes Mietshaus über L-förmigem Grundriss (siehe auch Nr. 36, 38 und 40) – baugeschichtlich von Bedeutung. Zweigeschossig, Schleppgaube, originale Fensterläden, symmetrisch dazu am Eingang Puttengruppe, mit verschiedenen originalen Details. | 09276788 |
| Weitere Bilder                          | Villa des Papierfabrikanten Adam mit Garten | Hainersdorfer Weg 1 (Karte)        | 1863                                       | Schauseiten im Stil der italienischen Renaissance, baugeschichtlich und künstlerisch von Bedeutung. Einflüsse Dresdener Villenarchitektur an der Fassadengliederung erkennbar, mit hölzernem Eingangshäuschen, schmiedeeisernes Tor, zweieinhalbgeschossig. | 09276596 |
| Weitere Bilder                          | Ehemalige Kunstblumenfabrik | Hainersdorfer Weg 8 (Karte)        | um 1920                                    | ortsgeschichtlich von Bedeutung. Schlichter Putzbau mit Mansarddach, vielflüglige Fenster. | 09276597 |
|                                         | Alte Schule | Hainersdorfer Weg 45 (Karte)       | um 1880                                    | Schulgebäude – ortsgeschichtlich wichtiger Bau mit schönem Giebel und verschiedenem Sandsteinzierat. | 09276841 |
| Direkt Bild zu diesem Denkmal hochladen | Wohnhaus (Umgebinde) | Haselleitenweg 1 (Karte)           | 18. Jh.                                    | Obergeschoss Fachwerk, baugeschichtlich und sozialgeschichtlich von Bedeutung, zwei Schleppgaupen, mit Oberlaube rückseitig. | 09276679 |
| Direkt Bild zu diesem Denkmal hochladen | Wohnhaus | Heilige Leite 7 (Karte)            | um 1870                                    | Wohnhaus des Sebnitzer Scherenschnittkünstlers Adolph Tannert (1839–1913) – baugeschichtlich und ortsgeschichtlich von Bedeutung. Eingeschossiger Putzbau, Satteldach. | 09276595 |
| Weitere Bilder                          | Wohnhaus eines Webwarenfabrikanten | Hertigswalder Straße 1 (Karte)     | 1858                                       | baugeschichtlich und straßenbildprägend von Bedeutung. Dreigeschossig, kleines zweigeschossiges, freistehendes Hofgebäude mit Krüppelwalmdach und originalem rotem Putz, originale Haustür und Fenster, hofseitig Freitreppe, Sandsteingewände. | 09276523 |
| Weitere Bilder                          | Vorstädtisches Wohnhaus in halboffener Bebauung | Hertigswalder Straße 2 (Karte)     | um 1870/1880                               | baugeschichtlich von Bedeutung. Zweigeschossig, mit Drempel, erstes Obergeschoss: mit Mauerfläche bündige Fenster. | 09276521 |
| Weitere Bilder                          | Ehem. Blumenfabrik Friedrich Vollmann | Hertigswalder Straße 3 (Karte)     | 1904                                       | Fabrikbau der Firma Vollmann – repräsentativer Bau, baugeschichtlich und ortsgeschichtlich von Bedeutung. Erdgeschoss Klinker auf Sandsteinsockel, Jugendstil und gotische Elemente, zwei Erker, Mansardgeschoss und Dach verschiefert. | 09276524 |
| Weitere Bilder                          | Wohnhaus in offener Bebauung | Hertigswalder Straße 5 (Karte)     | 1855                                       | Wohnhaus mit klassizistischer Fassadengliederung in offener Bebauung – baugeschichtlich und städtebaulich von Bedeutung. Klassizistische Fassadengestaltung, bossierter Sandsteinsockel. | 09276526 |
| Weitere Bilder                          | Ehem. Blumenfabrik Alwin Sturm | Hertigswalder Straße 9 (Karte)     | 18. Jh.                                    | Fabrikanbau und Wohnhaus (Umgebinde) mit Anbau – Anbau mit geschwungenem Giebel an der Straßenfront und Segmentbogenfenstern, Wohnhaus Erd- und Obergeschoss Fachwerk, baugeschichtlich und straßenbildprägend von Bedeutung. Fabrikgebäude mit hohem Authentizitätsgrad. | 09276531 |
| Weitere Bilder                          | Ehem. Blumenfabrik | Hertigswalder Straße 11 (Karte)    | um 1905                                    | baugeschichtlich und ortsgeschichtlich von Bedeutung. Stattlicher Baukörper in außergewöhnlichen Formen, Sandsteinrustizierung, Eckrisalite backsteinsichtig, Zwerchhaus Sandsteingewände. | 09276532 |
| Weitere Bilder                          | Faktorhaus; Heimatmuseum | Hertigswalder Straße 12 (Karte)    | bez. 1731, später überformt                | Wohnhaus in offener Bebauung mit rückwärtigem Anbau, Portal und Türblatt sowie Garten mit Gartenhaus, Terrasse und Treppenanlage (Gartendenkmal) – Portal und Türblatt von ehem. Nummer 8 integriert, baugeschichtlich und ortsgeschichtlich von Bedeutung. | 09276528 |
|                                         | Wohnhaus in offener Bebauung | Hertigswalder Straße 13 (Karte)    | bez. 1793                                  | Wohnhaus in offener Bebauung mit gewerblichem Anbau – eines der wenigen erhaltenen Häuser aus dem 18. Jahrhundert, baugeschichtlich und städtebaulich von Bedeutung. Anbau mit originalen Sandstein-Türgewänden, hölzernem Treppenaufgang und Überdachung, ortsbildprägend, da solche Hinterhofbebauung zunehmend verschwindet, auch wissenschaftlich-dokumentarischer Wert. | 09276535 |
| Weitere Bilder                          | Afrikahaus | Hertigswalder Straße 14 (Karte)    | 1731/1758                                  | Umgebindehaus – schlichtes Wohnhaus eines Leinewebers, baugeschichtlich und sozialgeschichtlich von Bedeutung. Zweigeschossig, im linken Teil Umgebinde, Obergeschoss in zweiriegeliger Fachwerkkonstruktion, Schieferdach, innere Raumstruktur erhalten. | 09276529 |
|                                         | Vorstädtisches Wohnhaus in halboffener Bebauung | Hertigswalder Straße 16 (Karte)    | um 1840                                    | Schlichtes vorstädtisches Wohnhaus in halboffener Bebauung – baugeschichtlich von Bedeutung. Zweigeschossig, mit Dachhäuschen. | 09276530 |
|                                         | Wohnhaus in offener Bebauung mit Scheune | Hertigswalder Straße 17 (Karte)    | um 1750                                    | Wohnhaus in offener Bebauung mit Scheune – baugeschichtlich von Bedeutung, zweigeschossig. | 09276537 |
| Weitere Bilder                          | Umgebindehaus | Hertigswalder Straße 20 (Karte)    | um 1750                                    | Umgebindehaus mit linksseitiger Blockstube – baugeschichtlich und sozialgeschichtlich von Bedeutung. | 09276534 |
|                                         | Wohnhaus in offener Bebauung | Hertigswalder Straße 22 (Karte)    | 1890er Jahre                               | baugeschichtlich von Bedeutung. Gelber Klinkerbau mit Sandsteinelementen. | 09276536 |
|                                         | Wohnhaus und Scheune | Hertigswalder Straße 26 (Karte)    | im Kern 16. Jh.                            | Wohnhaus Obergeschoss Fachwerk, baugeschichtlich und hausgeschichtlich von Bedeutung. Wohnhaus Obergeschoss Fachwerk mit Andreaskreuzen, teilweise Fachwerk verputzt. | 09276538 |
|                                         | Ehem. Fabrik künstlicher Blumen und Blätter Ernst Weber | Hertigswalder Straße 27 (Karte)    | um 1900                                    | Ehemalige Blumenfabrik bestehend aus zwei Gebäudeteilen – baugeschichtlich und ortsgeschichtlich von Bedeutung. Im Erdgeschoss rundbogige Fenster, Sandsteinelemente. | 09276539 |
| Weitere Bilder                          | Umgebinde-Wohnhaus | Hertigswalder Straße 28 (Karte)    | um 1750                                    | baugeschichtlich und sozialgeschichtlich von Bedeutung. Obergeschoss Fachwerk. | 09276540 |
|                                         | Wohnhaus mit Blockstube | Hertigswalder Straße 29 (Karte)    | 18. Jh.                                    | Wohnhaus mit Blockstube, Freitreppe und Anbau – Wohnhaus Obergeschoss Fachwerk, baugeschichtlich und sozialgeschichtlich von Bedeutung. | 09276541 |
| Weitere Bilder                          | Wohnhaus | Hertigswalder Straße 31 (Karte)    | 18. Jh.                                    | Fachwerk, baugeschichtlich von Bedeutung. | 09276543 |
|                                         | Wohnhaus | Hertigswalder Straße 33 (Karte)    | um 1800                                    | Obergeschoss Fachwerk, zum Teil verbrettert, baugeschichtlich von Bedeutung, mit vorkragendem Bauteil (Fachwerk). | 09276544 |
| Weitere Bilder                          | Wohnhaus in offener Bebauung | Hertigswalder Straße 38 (Karte)    | bez. 1900                                  | baugeschichtlich von Bedeutung. Klinkerbau mit gemalten Zierstreifen unter der Traufe. | 09276546 |
| Weitere Bilder                          | Wohnhaus in offener Bebauung | Höhenweg 1 (Karte)                 | um 1900                                    | villenartiges Wohnhaus mit betonter Ecke durch Erker mit Turm, baugeschichtlich und städtebaulich von Bedeutung. Sandsteineinfassung, rustikales Sockelgeschoss, Zierfachwerk, hölzerne, verglaste Loggia. | 09276710 |
| Weitere Bilder                          | Wohnhaus in offener Bebauung | Höhenweg 3 (Karte)                 | um 1900                                    | villenartiges Gebäude in Ecklage, baugeschichtlich von Bedeutung. Mit reicher Gliederung der Fassade und Eckturm, abgeschrägte Ecke, Putz-Stuck-Gliederung, schablonenartiger Putzschmuck (Graupelputz), Sandsteingewände. | 09276709 |
|                                         | Umspannwerk | Johannistal 2 (Karte)              | 1930er Jahre                               | technikgeschichtlich und ortsgeschichtlich von Bedeutung. | 09276838 |
| Weitere Bilder                          | Hauptgebäude als Wohnstallhaus und Funktionsgebäude | Johannistal 39 (Karte)             | um 1870                                    | Hauptgebäude als Wohnstallhaus mit zugesetztem Stalleingang, Papiertrockenschuppen und Funktionsgebäude (möglicherweise Mühlengebäude) – baugeschichtlich von Bedeutung. Wohnstallhaus, zweigeschossiger Putzbau mit Kniestock, Mühlgraben verfüllt. | 09276840 |
| Direkt Bild zu diesem Denkmal hochladen | Wohnhaus in offener Bebauung | Johnsberg 4 (Karte)                | um 1850                                    | baugeschichtlich von Bedeutung. Erdgeschoss und Giebel verschiefert, Krüppelwalmdach. | 09276558 |
|                                         | Freistehendes Mietshaus | Kapellenweg 7 (Karte)              | um 1910                                    | baugeschichtlich von Bedeutung. Mit Putz- und Klinkergliederungen, dreigeschossig, Tür- und Fenstergewände in Anlehnung an spätgotische Vorhangbogen, zum Teil originale Fenster. | 09276798 |
|                                         | Mietvilla | Kapellenweg 13 (Karte)             | um 1900                                    | baugeschichtlich von Bedeutung. | 09299787 |
| Weitere Bilder                          | Wohnhaus in geschlossener Bebauung | Kirchstraße 1 (Karte)              | um 1850                                    | städtebaulich von Bedeutung. Mittelrisalit, Eingangsbereich aus den 1930er Jahren, späterer Ladeneinbau, tiefe profilierte Gewände. | 09276334 |
| Weitere Bilder                          | Wohnhaus in geschlossener Bebauung | Kirchstraße 2 (Karte)              | 1855                                       | städtebaulich von Bedeutung. Zweigeschossig, mit Mittelrisalit und Dreiecksgiebel. | 09276508 |
| Weitere Bilder                          | Alte Schule; heute Rathaus Rathaus (ehemalige Stadtschule) | Kirchstraße 5 (Karte)              | 1855                                       | baugeschichtlich und ortsgeschichtlich von Bedeutung. Neugotische Fassadengestaltung, Mittelrisalit mit Fensterpaaren, zweites Obergeschoss 1870. | 09276510 |
| Weitere Bilder                          | Wohnhaus in geschlossener Bebauung | Kirchstraße 6 (Karte)              | 1855                                       | städtebaulich von Bedeutung, zweigeschossig. | 09276509 |
| Weitere Bilder                          | Pfarrhaus | Kirchstraße 7 (Karte)              | 1852                                       | bau- und ortsgeschichtlich von Bedeutung. | 09276511 |
| Weitere Bilder                          | Peter-Pauls-Kirche Sebnitz | Kirchstraße 7a (Karte)             | Chor Mitte 15. Jh.                         | Kirche und Kriegerdenkmal für die Gefallenen des Ersten Weltkrieges – baugeschichtlich und ortsgeschichtlich von Bedeutung. Großer Kirchenbau mit fast quadratischem Kirchenschiff, Kassettendecke, mit Kartuschen und Wappen Sebnitzer Familien des Dresdner Malers Hans Panitz, spätgotischer Schnitzaltar (um 1525), Ausstattung: reich gegliederter hölzerner Altar, kelchförmige Sandsteintaufe um 1586, Kanzel von 1621, Bilder des Bürgermeisters Grohmann (Amtszeit 1583–1589) an der Kanzeltreppe und Pfarrerbildnisse sowie spätmittelalterliche Wandmalereien im Chorraum. | 09276512 |
| Weitere Bilder                          | Wohnhaus in geschlossener Bebauung und in Ecklage | Kirchstraße 8 (Karte)              | bez. 1755                                  | eines der wenigen aus dem 18. Jh. erhaltenen Bürgerhäuser, baugeschichtlich und städtebaulich von Bedeutung. Schöne Dachgaupen, Mansardgeschoss verschiefert, segmentbogiges Sandsteinportal. | 09276513 |
| Weitere Bilder                          | Wohnhaus (Ackerbürgerhaus) | Kirchstraße 10 (Karte)             | 2. Hälfte 16. Jh.                          | Obergeschoss Fachwerk, Sitznischenportal, baugeschichtlich und hausgeschichtlich von Bedeutung. Ackerbürgerhaus, linker Teil: Obergeschoss Fachwerk, verputzt, rechter Teil: 1855 Fassade verändert segmentbogiges Sandsteinportal (16. Jh.). | 09276514 |
| Weitere Bilder                          | Wohnhaus | Kirchstraße 11 (Karte)             | um 1880                                    | baugeschichtlich von Bedeutung. Drempelgeschoss, Erdgeschoss mit Laden, mit abgeschrägter Ecke. | 09276515 |
| Weitere Bilder                          | Wohnhaus | Kirchstraße 13 (Karte)             | Anfang 19. Jh.                             | baugeschichtlich von Bedeutung. | 09276517 |
| Weitere Bilder                          | Wohnhaus | Kirchstraße 14 (Karte)             | um 1740?                                   | mit barocker Kubatur, ehem. Fachwerk, baugeschichtlich und straßenbildprägend von Bedeutung. Erdgeschoss mit Laden (originale Front). | 09276516 |
| Weitere Bilder                          | Diakonat | Kirchstraße 15 (Karte)             | 1912                                       | stattlicher Bau mit Sandsteingliederungen und Türmen, baugeschichtlich und straßenbildprägend von Bedeutung. Gebäude von 1733 durch Neubau von 1912 ersetzt, zweiflügeliger Bau, viele Sandsteinteile. | 09276520 |
| Weitere Bilder                          | Wohnhaus in halboffener Bebauung | Kirchstraße 16 (Karte)             | 17. Jh.                                    | teils noch Fachwerk, ältestes erhaltenes Beispiel der Generation der Holzbauweise, baugeschichtlich von Bedeutung. Hohes, spitzes Dach, dreigeschossig, Obergeschoss Fachwerk. | 09276519 |
| Weitere Bilder                          | Wohnhaus in offener Bebauung | Kreuzstraße 1 (Karte)              | um 1910                                    | baugeschichtlich von Bedeutung. rustiziertes Sockelgeschoss, Betonung durch Erker. | 09276720 |
| Weitere Bilder                          | Freistehendes Wohnhaus in Ecklage | Kreuzstraße 5 (Karte)              | nach 1880                                  | baugeschichtlich von Bedeutung. Betonung der Ecke durch Turm, abgeschrägte Ecke mit Balkon, ohne Anbau, Eckturm mit Fenstern, alte Rustikaputzgliederung erhalten. | 09276718 |
|                                         | Wohnhaus in offener Bebauung | Kreuzstraße 6 (Karte)              | um 1920                                    | baugeschichtlich von Bedeutung. Sandsteingewände, schöne Dachlandschaft (Schiefer) mit Zierformen (Schieferbilder), Erker. | 09276721 |
|                                         | Freistehendes Wohnhaus in Ecklage | Kreuzstraße 7 (Karte)              | nach 1880                                  | baugeschichtlich von Bedeutung. Betonung durch Eckturm, abgeschrägte Ecke, Fensterbedachungen, Eckturm mit Fenstern, Sandsteinquadersockel. | 09276717 |
|                                         | Ehem. Blumenfabrik Plotze | Kreuzstraße 11 (Karte)             | 1894                                       | Freistehendes Wohnhaus mit Einfriedung – baugeschichtlich und ortsgeschichtlich von Bedeutung. Neorenaissancevorbau, geschweifter Giebel, zwei Pfeiler an Hofeinfahrt. | 09276716 |
| Weitere Bilder                          | Freistehendes Wohnhaus | Kreuzstraße 12 (Karte)             | 1880/1890                                  | baugeschichtlich von Bedeutung. Putzbau mit schöner Gliederung, schönes Konsolgesims unter der Traufe, Giebel, Turm, Balkon, mit neobarocken Schmuckelementen, Rustikagliederung im Erdgeschoss. | 09276719 |
|                                         | Wohnhaus | Kreuzstraße 13 (Karte)             | 1890er Jahre                               | baugeschichtlich von Bedeutung. freistehender Klinkerbau mit Sandsteinelementen, Balkons, Mansarddach, Hofeinfahrt mit Pfeilern. | 09276715 |
|                                         | Blätterfabrik der Gebrüder Endler (Nr. 15); Blumenfabrik Heinrich Hesse (Nr. 17)                                                                                              | Kreuzstraße 15; 17 (Karte)         | 1894                                       | Fabrikgebäude: Blätterfabrik der Gebrüder Endler (Nr. 15); Blumenfabrik Heinrich Hesse (Nr. 17) – ortsgeschichtlich von Bedeutung. Fassade mit zwei Balkons. | 09276714 |
|                                         | Freistehendes Doppelwohnhaus | Kreuzstraße 19; 21 (Karte)         | um 1900                                    | städtebaulich von Bedeutung. Sandsteingewände, zwei Erker von rundem Giebel überfangen. | 09276713 |
|                                         | Ehem. Kunstblumenfabrik Josef Hentschel | Kreuzstraße 23 (Karte)             | 1893                                       | Fabrikgebäude – baugeschichtlich und ortsgeschichtlich von Bedeutung. Freistehendes Gebäude mit zwei verschieferten Giebeln als Blickpunkten, Erdgeschoss von Ecke überfangen, jugendstilartiges Stuckverzierungen, spätere Nutzung als Kartonagenfabrik. | 09276712 |
|                                         | Freistehendes Wohnhaus in Ecklage | Kreuzstraße 25 (Karte)             | um 1900                                    | städtebaulich von Bedeutung. Mit Erker und Turm an abgeschrägter Ecke, Sandsteingewände, Schleppgaupe, glasierte Dachziegel, Anbau: Künstl. Blumen und Blätter. | 09276711 |
|                                         | Wohnhaus in halboffener Bebauung und Ecklage, straßenseitig Inschrifttafel | Lange Straße 1 (Karte)             | 1855                                       | Eckhaus zum Markt, baugeschichtlich und städtebaulich von Bedeutung. Späterer Ladeneinbau, straßenseitig Sandsteintafel mit Inschrift: „Wasserstand am 14. Juni 1804. Das große Feuer am 13. Sept. 1854“, gehörte der jüdischen Familie Lubranitzky. | 09276330 |
|                                         | Wohnhaus in geschlossener Bebauung und Ecklage | Lange Straße 2 (Karte)             | um 1855, später überbaut                   | baugeschichtlich und städtebaulich von Bedeutung. | 09276331 |
|                                         | Kunstblumenfabrik Mey | Lange Straße 5; 7 (Karte)          | 1885                                       | Ehemalige Kunstblumenfabrik mit Schornstein (Technisches Denkmal) – achteckiger Klinkerschornstein auf Sockel mit gegliedertem Kopf, ortsbildprägend und ortsgeschichtlich von Bedeutung. Kunstblumenfabrik als repräsentativer Bau, Mittelbetonung durch Dachgiebel, Lisenengliederung, Putzspiegel und Ornamentik, rustiziertes Erdgeschoss, größte Kunstblumenfabrik der Stadt. | 09276643 |
|                                         | Ehem. Brückenmühle | Lange Straße 6 (Karte)             | um 1900                                    | Wohnhaus in halboffener Bebauung (ehemals zur Mühle gehörig) – baugeschichtlich von Bedeutung. Erdgeschoss rundbogige Öffnungen, Mansarddach. | 09276332 |
|                                         | Doppelwohnhaus in Ecklage (siehe Bachstraße 1) | Lange Straße 8 (Karte)             | bez. 1900                                  | baugeschichtlich und städtebaulich von Bedeutung. | 09276649 |
|                                         | Altes Amtshaus | Lange Straße 9 (Karte)             | 1789                                       | Wohnhaus – mit barocker Kubatur, vor allem baugeschichtlich von Bedeutung. | 09299788 |
|                                         | Wohnhaus | Lange Straße 11 (Karte)            | bez. 1790                                  | stattliches Fachwerkhaus mit kleinem Ladenanbau, baugeschichtlich von Bedeutung. Hohes Mansarddach, Gaupen, zweigeschossig, Obergeschoss mit zweiriegeliger Fachwerk-Konstruktion, Wohnhaus des Kaufherrn Görner (Löbau), seit 1802 Wohnhaus v. C. G. Mey (Leineweber). | 09276651 |
|                                         | Wohnhaus in offener Bebauung | Lange Straße 12 (Karte)            |                                            | Wohnhaus in offener Bebauung; Obergeschoss Fachwerk, Geburtshaus von Alfred Meiche, baugeschichtlich und ortsgeschichtlich von Bedeutung. | 09276653 |
|                                         | Wohnhaus | Lange Straße 13 (Karte)            | erbaut 1788/1789                           | Obergeschoss Fachwerk, verputzt, baugeschichtlich und straßenbildprägend von Bedeutung. Korbbogenportal, Mansarddach-Schiefer. | 09276652 |
|                                         | Ehem. Steinmühle | Lange Straße 14 (Karte)            | bez. 1901                                  | Freistehendes Wohnhaus mit integriertem Pferdestall, ehemaligem Mühlgraben und gegenüberliegendem Mühlengebäude sowie Verbindungsgebäude und Radkammer (Sandsteinquadergewölbe), weiterhin Überfallwehr und Reste des schmiedeeisernen Geländers zur Sebnitz – baugeschichtlich und technikgeschichtlich von Bedeutung. Am Eckerker bezeichnet, ursprünglich zwei neorenaissancistische Giebelaufbauten, Konsolfries, jugendstilartige Fensterbedachungen, Läden im Erdgeschoss, Übergang vom Wohn- zum Mühlengebäude mit Holzveranda, Treppenhaus mit schöner Stuckornamentik, Wasserrad nicht mehr vorhanden, Pferdestall: Tonnengewölbe. | 09276655 |
|                                         | Wohnhaus in offener Bebauung | Lange Straße 15 (Karte)            | 1788/1789                                  | Obergeschoss Fachwerk,verputzt, baugeschichtlich und straßenbildprägend von Bedeutung. Mansarddach, Schleppgaupen. | 09276654 |
|                                         | Wohnhaus in offener Bebauung | Lange Straße 16 (Karte)            | um 1865                                    | städtebaulich von Bedeutung. Laden im Erdgeschoss mit Art-déco-Tür. | 09276656 |
| Weitere Bilder                          | Hinterhaus mit historischer Schlosserei | Lange Straße 17 (Karte)            | ab 1891                                    | bau- und technikgeschichtlich von Bedeutung. Zweigeschossiger Werkstatt-Putzbau, Pultdach, Segmentbogenfenster, mit historischer Schlosserei (Bau- und Maschinenschlosserei sowie Schmiede), zum Teil mit zeitgenössischen Maschinen und Werkzeugen, Gründer: Kleinhempel. | 09226925 |
|                                         | Wohnhaus in offener Bebauung | Lange Straße 21 (Karte)            | um 1850                                    | baugeschichtlich von Bedeutung. Fledermausgaupen. | 09276658 |
|                                         | Wohnhaus in nach rechts geschlossener Bebauung | Lange Straße 22 (Karte)            | Ende 18. Jh.                               | Obergeschoss Fachwerk mit Blechverkleidung, baugeschichtlich und städtebaulich von Bedeutung. Obergeschoss Fachwerk, verblecht, Korbbogenportal. | 09276657 |
|                                         | Wohnhaus in offener Bebauung | Lange Straße 24 (Karte)            | um 1850                                    | Obergeschoss Fachwerk, verputzt, baugeschichtlich und städtebaulich von Bedeutung, späterer Ladeneinbau (Erdgeschoss). | 09276659 |
|                                         | Wohnhaus | Lange Straße 27 (Karte)            | um 1920                                    | baugeschichtlich und städtebaulich von Bedeutung. Klinkerbau mit Sandsteingliederungselementen, Erker und Balkon in der Mitte. | 09276661 |
| Weitere Bilder                          | Ehem. Hotel Wettin | Lange Straße 29 (Karte)            | um 1920                                    | Mietshaus mit vergleichsweise aufwändiger Gestaltung – städtebaulich und straßenbildprägend von Bedeutung. Art-déco-Erdgeschoss, mit Säulenstellungen, Giebel. | 09276662 |
|                                         | Mietshaus | Lange Straße 30 (Karte)            | bez. 1895                                  | baugeschichtlich und städtebaulich von Bedeutung. Roter Klinkerbau mit Sandsteingliederungselementen, Läden im Erdgeschoss, Loggien und Balkon. | 09276663 |
| Weitere Bilder                          | Umgebinde-Wohnhaus (links mit Blockstube) | Lange Straße 31 (Karte)            | um 1830/1840                               | baugeschichtlich und sozialgeschichtlich von Bedeutung. Rechts: eingeschossig, mit Drempel, Korbbogenportal, Erdgeschoss, Loggien und Balkon. | 09276664 |
|                                         | Mietshaus in geschlossener Bebauung | Lange Straße 40 (Karte)            | um 1900                                    | baugeschichtlich und städtebaulich von Bedeutung, roter Klinkerbau mit Stuckeinfassungen. | 09276667 |
| Weitere Bilder                          | Mietshaus in geschlossener Bebauung | Lange Straße 41 (Karte)            | um 1910                                    | baugeschichtlich und städtebaulich von Bedeutung. Mit aufwändig gestalteter Fassade und originalen Läden im Erdgeschoss. | 09276670 |
|                                         | Wohnhaus in Ecklage | Lange Straße 42 (Karte)            | um 1910                                    | baugeschichtlich und städtebaulich von Bedeutung. Abgerundete Ecke, Erdgeschoss mit Rundbogenfenstern, Giebel. | 09276668 |
|                                         | Doppelwohnhaus mit repräsentativer Fassadengestaltung | Lange Straße 43; 45 (Karte)        | um 1900                                    | baugeschichtlich und straßenbildprägend von Bedeutung. Obergeschosse Klinker, rot, Sandsteinsockel, bossiert, erstes Obergeschoss mit Girlandenbemalung in Feldern über den Fenstern, Sandsteingliederungselemente, Giebel. | 09276672 |
|                                         | Wohnhaus in Ecklage | Lange Straße 44 (Karte)            | um 1900                                    | städtebaulich von Bedeutung. Klinkerbau in ausgewogenen Formen, mit Eckturm, dreigeschossig, abgeschrägte Ecke mit Turm mit geschweifter Haube (diese schiefergedeckt) mit Wetterfahne, Klinker gelb und rot, Eckaufsatz mit Zierfachwerk, leichte Mittelbetonung der Fassaden, Erdgeschoss mit Putznutungen, neuere Erdgeschoss-Läden, Sandsteinsockel, Sandsteinrahmungen um die Fenster (Faschen, Sohlbänke, Bedachungen, Spiegel unter den Fenstern). | 09276669 |
|                                         | Wohnhaus in geschlossener Bebauung | Lange Straße 46 (Karte)            | Anfang 19. Jh.                             | Obergeschoss Fachwerk, baugeschichtlich von Bedeutung. Originale Tür. | 09276671 |
| Weitere Bilder                          | Wohnhaus (Umgebinde) | Lange Straße 49 (Karte)            | um 1850                                    | Obergeschoss Fachwerk, baugeschichtlich und sozialgeschichtlich von Bedeutung. | 09276676 |
| Weitere Bilder                          | Mietshaus | Lange Straße 52 (Karte)            | um 1900                                    | städtebaulich von Bedeutung, roter Klinkerbau mit Sandsteingliederung. | 09276673 |
|                                         | Wohnhaus in offener Bebauung | Lange Straße 54 (Karte)            | um 1850                                    | Obergeschoss Fachwerk, verputzt, baugeschichtlich von Bedeutung. | 09276674 |
|                                         | Wohnhaus in nach links geschlossener Bebauung | Lange Straße 56 (Karte)            | 18. Jh.                                    | Obergeschoss Fachwerk, verschiefert, baugeschichtlich und straßenbildprägend von Bedeutung. Giebel verschiefert. | 09276675 |
|                                         | Mietshaus in geschlossener Bebauung | Lange Straße 58 (Karte)            | bez. 1913                                  | imposanter Bau mit neobarocker Fassade, baugeschichtlich und straßenbildprägend von Bedeutung. Pilastergliederung, an Fassade bezeichnet, Läden im Erdgeschoss. | 09276677 |
| Direkt Bild zu diesem Denkmal hochladen | Mühlgraben und Wehr der ehemaligen Schleifmühle | Lange Straße 68 (Karte)            | 19. Jh.                                    | technikgeschichtlich von Bedeutung. Wohnhaus mit Sandstein-Portikus (mit zwei Säulen), Walmdach mit Schieferdeckung, Anbau ab den 1920er Jahren als Kino genutzt, Mühlgraben mit Sandsteinquadereinfassung. | 09276345 |
| Weitere Bilder                          | Wohnhaus in offener Bebauung und Ecklage | Lange Straße 69 (Karte)            | um 1905                                    | baugeschichtlich von Bedeutung. Eckerker, Fassade mit Stuckzier. | 09276678 |
|                                         | Granitbrunnenbecken (ehemals dazugehörendes Bismarckdenkmal fehlt) | Markt (Karte)                      | 1903                                       | platzbildprägend von Bedeutung. Becken polygonal. | 09276321 |
| Weitere Bilder                          | Postmeilensäule | Markt (Karte)                      | um 1725, Kopie                             | Kopie der Distanzsäule, verkehrsgeschichtlich von Bedeutung. Die Kopie der Kursächsischen Distanzsäule wurde im Jahr 2000 am historischen Standort auf dem Marktplatz von Sebnitz errichtet. Der Sandsteinobelisk ist mit Wappenstück, Entfernungsinschriften und Posthorn versehen. Die Säule trägt ungewöhnlicherweise keine Jahreszahl. Das Jahr ihrer Errichtung konnte (noch) nicht ermittelt werden. Sandsteinobelisk, Wappenstück, Entfernungsangaben, Posthornzeichen, ohne Jahresangabe, Kopie aus dem Jahr 2000. | 09304926 |
| Weitere Bilder                          | Wohnhaus in geschlossener Bebauung | Markt 2 (Karte)                    | nach 1854                                  | mit originaler Ladenfront und verschiedenen Schmuckformen an der Fassade, baugeschichtlich und platzbildprägend von Bedeutung. Betonte Mitte durch Fenster (im Obergeschoss rundbogig), Mittelrisalit farbig abgesetzt, Putzquaderungen, drei Dachhäuschen. | 09276312 |
| Weitere Bilder                          | Wohnhaus in geschlossener Bebauung | Markt 3 (Karte)                    | nach 1854                                  | baugeschichtlich und städtebaulich von Bedeutung. Mitte betont durch Lisenen und rundbogige Fenster, Laden mit Segmentbogenfenstern. Innen Kreuzgratgewölbe. | 09276313 |
| Weitere Bilder                          | Wohnhaus in geschlossener Bebauung | Markt 4 (Karte)                    | Mitte 19. Jh.                              | baugeschichtlich und städtebaulich von Bedeutung. Mit Barockportal vom Vorgängerbau in der Durchfahrt. | 09276314 |
| Weitere Bilder                          | Wohnhaus in geschlossener Bebauung und Ecklage | Markt 6 (Karte)                    | um 1855                                    | baugeschichtlich und städtebaulich von Bedeutung. Ecklage zum Mühlgässchen, abgeschrägte Ecke, 2. und 3. Obergeschoss vor Erstem Weltkrieg aufgestockt. | 09276316 |
| Weitere Bilder                          | Wohnhaus in geschlossener Bebauung | Markt 8 (Karte)                    | um 1855                                    | mit Ladeneinbau, baugeschichtlich und platzbildprägend von Bedeutung. Das 2. und 3. Obergeschoss und Dachgeschoss um 1900 aufgestockt. Segmentbogenfenster, Putzprofile, 2. Obergeschoss Balkon. | 09276317 |
| Weitere Bilder                          | Wohnhaus in geschlossener Bebauung, Fassade mit Wandpilastern gegliedert | Markt 9 (Karte)                    | 1854                                       | baugeschichtlich und platzbildprägend von Bedeutung, späterer Ladeneinbau. | 09276319 |
| Weitere Bilder                          | Wohnhaus in geschlossener Bebauung und Ecklage | Markt 10 (Karte)                   | um 1855                                    | baugeschichtlich und platzbildprägend von Bedeutung. Giebel und Wanderker bei Aufstockung dazugekommen. | 09276320 |
| Weitere Bilder                          | Wohnhaus in geschlossener Bebauung | Markt 11 (Karte)                   | um 1910                                    | zusammen mit Am Brauhaus 2 baugeschichtlich und platzbildprägend von Bedeutung. | 09276322 |
| Weitere Bilder                          | Wohnhaus in geschlossener Bebauung | Markt 12 (Karte)                   | um 1855                                    | repräsentativer Baukörper, baugeschichtlich und platzbildprägend von Bedeutung. Mit vorgelagerten Seiten, Konsolfries unter der Traufe und rundbogigen Fenstern. | 09276324 |
| Weitere Bilder                          | Gasthof in geschlossener Bebauung | Markt 13 (Karte)                   | um 1855                                    | ortsgeschichtlich von Bedeutung. Seiten vorgezogen mit rundbogigen Fenstern. | 09276329 |
| Weitere Bilder                          | Wohnhaus in geschlossener Bebauung | Markt 15 (Karte)                   | 1855                                       | baugeschichtlich und städtebaulich von Bedeutung. Laden, originale Haustür, Segmentbögen im Erdgeschoss, gehörte der jüdischen Familie Baruch. | 09276333 |
| Weitere Bilder                          | Niedermühle Wohnmühlengebäude | Mühlgäßchen 1 (Karte)              | Kern 16. Jh.                               | Obergeschoss Fachwerk, mit Radstuben, baugeschichtlich, ortsgeschichtlich und technikgeschichtlich von Bedeutung. Bezeichnung im Sturz des Korbbogenportals, Krüppelwalm, Radstube (Bruchstein), Mühle 1808 erneuert, 1962 Mahlbetrieb eingestellt, heute Bäckerei, keine Technik vorhanden, Fachwerk aufgebrettert, Mühlgraben verfüllt. | 09276621 |
| Weitere Bilder                          | Wohnhaus (mit original bezeichnetem Korbbogenportal) | Mühlgäßchen 2 (Karte)              | bez. 1798                                  | baugeschichtlich von Bedeutung. Bezeichnet MDCCXCVIII (1798) am Portal, Sandsteingewände. | 09276620 |
|                                         | Bahnwärterhaus Nr. 34a (Einzeldenkmal zu ID-Nr. 09302098) | Naßweg 2 (Karte)                   |                                            | Einzeldenkmal der Sachgesamtheit Eisenbahnstrecke Bad Schandau–Sebnitz–Neustadt i. Sa.: Bahnwärterhaus Nr. 34a (Einzeldenkmal zu ID-Nr. 09302098); baugeschichtlich, eisenbahngeschichtlich und technikgeschichtlich von Bedeutung. Bahnwärterhaus Nr. 34a (vor 1900); anderthalbgeschossiger bzw. eingeschossiger Putzbau im typischen Schweizerstil; Funktionseinheit mit Bahnübergang. Bestandteil der wegen ihrer Ingenieurskunst bemerkenswerten Eisenbahnstrecke Bad Schandau–Sebnitz–Neustadt (Sachgesamtheit); baugeschichtlich und eisenbahngeschichtlich von Bedeutung (LfD/2012). | 09299913 |
| Weitere Bilder                          | Wohnhaus in offener Bebauung | Neustädter Straße 1 (Karte)        | vor 1854                                   | baugeschichtlich von Bedeutung. Verschiedene Fensterformen, mit Mittelrisalit, letzterer betont durch Pilastergliederung. | 09276628 |
|                                         | Wohnhaus in offener Bebauung und in Ecklage | Neustädter Straße 3 (Karte)        | um 1880                                    | städtebaulich von Bedeutung. Abgeschrägte Ecke, im Erdgeschoss Rundbogenfenster, Fensterbedachungen. | 09276622 |
| Weitere Bilder                          | Wohnhaus mit klassizistischer Fassade | Neustädter Straße 4 (Karte)        | erbaut 1829                                | baugeschichtlich und straßenbildprägend von Bedeutung. Zwei ionische Kolossalsäulen, tempelartigem Eingang, klassizistische Gliederung, Fensterbedachungen, Konsolfries unter der Traufe, bezeichnet im Portal-Türsturz, Erdgeschoss Laden. Säulenstellungen und weitere dekorative Elementen. | 09276627 |
| Weitere Bilder                          | Wohnhaus in offener Bebauung und in Ecklage | Neustädter Straße 6 (Karte)        | um 1900                                    | Bau mit aufwändig gestalteter Fassade, baugeschichtlich von Bedeutung. Geschwungener Giebel, originale Tür, im Erdgeschoss Laden. | 09276626 |
| Direkt Bild zu diesem Denkmal hochladen | Ehem. Hoffmannsche Lampenfabrik | Neustädter Straße 10 (Karte)       | 1. Hälfte 18. Jh.                          | Wohnhaus (ohne hinteren Anbau) – Obergeschoss Fachwerk, verbrettert, baugeschichtlich von Bedeutung. | 09276791 |
| Direkt Bild zu diesem Denkmal hochladen | Wohnhaus mit Stützmauer gegen die Straße | Neustädter Straße 16 (Karte)       | 1. Hälfte 18. Jh.                          | Ackerbürgerhaus – Obergeschoss Fachwerk, verputzt, baugeschichtlich von Bedeutung. Krüppelwalmdach, Stall im Kellergeschoss, zweigeschossig. | 09276790 |
|                                         | Villa mit Garten und Brunnen | Neustädter Straße 20 (Karte)       | 1920er Jahre                               | baugeschichtlich und straßenbildprägend von Bedeutung. Zweigeschossig, Zwerchhaus mit Dreiecksgiebel, im Erdgeschoss Rustika, Schlussstein über Rundbogenfenstern, Lisenen-Putzgliederung und Spiegel mit Festons, Bleiverglasung, Dachhäuschen, Fledermausgauben, Mansarddach. | 09276793 |
|                                         | Natursteineinfassung der Sebnitz | Neustädter Weg (Karte)             | nach 1900                                  | Natursteineinfassung der Sebnitz und kleine Steintreppen, flankiert von schmiedeeisernen Treppengeländern – städtebaulich von Bedeutung. | 09276629 |
| Weitere Bilder                          | Wohnhaus in offener Bebauung | Neustädter Weg 6 (Karte)           | um 1930                                    | baugeschichtlich von Bedeutung. Obergeschoss verbrettert, mit breitem Balkon, mit Hechtgaube. | 09276623 |
| Weitere Bilder                          | Fabrikgebäude (ehemals Petroleum-Lampenfabrik) | Neustädter Weg 10 (Karte)          | um 1850                                    | ortsgeschichtlich von Bedeutung. Zwei Seitenrisalite, Korbbogenfenster. | 09276624 |
| Weitere Bilder                          | Villa auf verwinkeltem Grundriss | Neustädter Weg 12 (Karte)          | um 1900                                    | baugeschichtlich von Bedeutung. Schiefergiebel. | 09276625 |
| Weitere Bilder                          | Umgebinde-Wohnhaus mit Blockstube | Niederer Rosenberg 2 (Karte)       | 1. Hälfte 19. Jh.                          | baugeschichtlich und sozialgeschichtlich von Bedeutung. Umgebinde mit Blockstube, giebelseitig ornamental verschiefert. | 09276747 |
| Weitere Bilder                          | Wohnhaus (Umgebinde) mit Blockstube | Niederer Rosenberg 4 (Karte)       | um 1850                                    | eingeschossiges Fachwerkbau, baugeschichtlich und sozialgeschichtlich von Bedeutung. | 09276748 |
| Direkt Bild zu diesem Denkmal hochladen | Wohnhaus | Niederer Rosenberg 6 (Karte)       | 2. Hälfte 19. Jh.                          | baugeschichtlich von Bedeutung. Putzbau, segmentbogiges Portal. | 09276749 |
| Direkt Bild zu diesem Denkmal hochladen | Wohnhaus (Umgebinde) mit Ausgedinge und Stall | Oberer Rosenberg 4 (Karte)         | Im Kern 18. Jahrhundert                    | Umgebinde- und Fachwerkbau (Mischbauweise), baugeschichtliche Bedeutung | 09307404 |
| Weitere Bilder                          | Umgebinde-Wohnhaus mit zwei Blockstuben | Oberer Rosenberg 6 (Karte)         | um 1850                                    | baugeschichtlich und sozialgeschichtlich von Bedeutung. Giebel verbrettert. | 09276750 |
| Weitere Bilder                          | Umgebinde-Wohnhaus mit Blockstube | Oberer Rosenberg 12 (Karte)        | um 1850                                    | baugeschichtlich und sozialgeschichtlich von Bedeutung. | 09276751 |
| Weitere Bilder                          | Wohnhaus mit Umgebinde (verputzt) | Obergasse 4 (Karte)                | 18. Jh.                                    | baugeschichtlich und sozialgeschichtlich von Bedeutung. Originale Sohlbänke und Fensterläden. | 09276560 |
| Weitere Bilder                          | Wohnhaus (Umgebinde) | Obergasse 6 (Karte)                | Ende 18. Jh.                               | Obergeschoss Fachwerk, verbrettert, rechtsseitig Umgebinde, baugeschichtlich und sozialgeschichtlich von Bedeutung. Erdgeschoss Sandsteingewände. | 09276559 |
| Weitere Bilder                          | Wohnhaus in offener Bebauung | Obergasse 7 (Karte)                | um 1900                                    | baugeschichtlich von Bedeutung, mit asymmetrischer Fassadengliederung und Erker. | 09276561 |
| Weitere Bilder                          | Wohnhaus mit linksseitigem Umgebinde und Blockstube | Obergasse 12 (Karte)               | 18. Jh.                                    | baugeschichtlich und städtebaulich von Bedeutung. | 09276565 |
|                                         | Wohnhaus mit rechtsseitigem Umgebinde und Blockstube | Obergasse 13 (Karte)               | 18. Jh.                                    | baugeschichtlich und städtebaulich von Bedeutung. Originales Portal, Obergeschoss verkleidet, barockes Portal mit originalem Kämpfer. | 09276563 |
| Weitere Bilder                          | Wohnhaus mit linksseitigem Umgebinde und Blockstube | Obergasse 18 (Karte)               | Ende 18. Jh.                               | baugeschichtlich und sozialgeschichtlich von Bedeutung. | 09276566 |
| Weitere Bilder                          | Wohnhaus | Obergasse 21 (Karte)               | 1. Hälfte 19. Jh.                          | Fachwerkkonstruktion, baugeschichtlich von Bedeutung. | 09276567 |
| Weitere Bilder                          | Wohnhaus (Umgebinde) mit Blockstube | Obergasse 23 (Karte)               | 18. Jh.                                    | Obergeschoss Fachwerk mit Blechverkleidung, rechtsseitig Umgebinde, baugeschichtlich und sozialgeschichtlich von Bedeutung. | 09276568 |
| Weitere Bilder                          | Wohnhaus mit rechtsseitigem Umgebinde und Blockstube | Obergasse 25                       | 18. Jh. (Wohnhaus)                         | Wohnhaus mit rechtsseitigem Umgebinde und Blockstube; baugeschichtlich und sozialgeschichtlich von Bedeutung. | 09276569 |
| Weitere Bilder                          | Wohnhaus in offener Bebauung | Pfarrgasse 1 (Karte)               | um 1750 (bez. im Gefach)                   | Obergeschoss und Erdgeschoss Fachwerk, mit Schiefergiebel, baugeschichtlich von Bedeutung, reichgegliedertes Türblatt, Schiefergiebel. | 09276311 |
| Weitere Bilder                          | Verwaltungsgebäude einer Fabrik (ehemals Wohnhaus des Sägewerks) | Promenade 1 (Karte)                | um 1910                                    | baugeschichtlich von Bedeutung. Später Edelschmiede – Zwickau, ohne rechten Anbau, Art-déco-Schlussstein, Tür nach klassizistischem Vorbild. | 09276685 |
| Weitere Bilder                          | Wohnhaus in offener Bebauung | Promenade 22 (Karte)               | um 1890                                    | städtebaulich von Bedeutung. Mit Mittelrisalit, aufwändigen Portalen und Putzgliederung, Sandsteinsockel, Sandsteingewände, Portale mit Stuck-/Putzgliederung. | 09276682 |
| Weitere Bilder                          | Wohnhaus in halboffener Bebauung | Promenade 26 (Karte)               | um 1890                                    | baugeschichtlich relevant. Mit Mittelrisalit, aufwändigen Portalen und Putzgliederung, Sandsteinsockel, Sandsteingewände, aufwändige Portale mit Stuck-/Putzgliederung. | 09276684 |
| Weitere Bilder                          | Ehem. Fabrik künstlicher Blumenblätter Köhler u. Günther; später Firma Morgenstern                                                                                            | Promenade 32 (Karte)               | um 1900                                    | Kunstblumenfabrik und Einfriedung – stattlicher Baukörper, teilweise noch originales Interieur, baugeschichtlich und ortsgeschichtlich von Bedeutung. Vertikale Untergliederung Arbeits-/Wohnbereich, im Inneren teilweise noch Stuckdecken, Loggien mit Bleiverglasung, Granitsockel, Stützmauer gegen Straße, Jugendstilformen, mit Einfriedung, Entwurf 1902 von Gustav Reinhard. | 09276688 |
| Direkt Bild zu diesem Denkmal hochladen | Wohnhaus in offener Bebauung | Promenade 34 (Karte)               | um 1880                                    | baugeschichtlich von Bedeutung, originale Tür, Sandsteingewände. | 09276689 |
| Direkt Bild zu diesem Denkmal hochladen | Wohnhaus in offener Bebauung | Promenade 38 (Karte)               | um 1880/1890                               | baugeschichtlich von Bedeutung. Sandsteingewände, originale Tür, Eckquaderung im Sockelgeschoss. | 09276690 |
| Weitere Bilder                          | Ehem. Kunstblumenfabrik Kurt Lönhardt | Randweg 1 (Karte)                  | 1920                                       | Verwaltungsbau des ehemaligen Fabrikgebäudes mit Interieur des Arbeits- und Musterzimmers – ortsgeschichtlich von Bedeutung. | 09276731 |
| Weitere Bilder                          | Wohnhaus in offener Bebauung | Randweg 8 (Karte)                  | 1. Hälfte 19. Jh.                          | Erdgeschoss und Obergeschoss Fachwerk, baugeschichtlich von Bedeutung. Freitreppe von links und rechts, originale Haustür. | 09276732 |
| Weitere Bilder                          | Wohnhaus in geschlossener Bebauung und Ecklage | Rosenstraße 1 (Karte)              | um 1855                                    | Eckhaus zum Markt, baugeschichtlich und städtebaulich von Bedeutung. | 09276325 |
| Direkt Bild zu diesem Denkmal hochladen | Wohnhaus in geschlossener Bebauung | Rosenstraße 2 (Karte)              | um 1860                                    | mit schönem Türblatt, städtebaulich von Bedeutung. | 09276326 |
| Weitere Bilder                          | Wohnhaus in geschlossener Bebauung mit originaler Fassadengliederung | Rosenstraße 5 (Karte)              | um 1860                                    | baugeschichtlich und städtebaulich von Bedeutung. Dreigeschossiges Gebäude, flaches Satteldach, zwei gekoppelte Fensterachsen im Mittelrisalit, mit Rundbogen, Fassadengliederung mit spätklassizistischen Elementen, 1878 Einrichtung einer Kunstblumenfabrik durch den Webermeister Carl Ernst Hantzsch. | 09276327 |
| Weitere Bilder                          | Wohnhaus in geschlossener Bebauung mit neogotischen Gestaltungselementen | Rosenstraße 7 (Karte)              | um 1900                                    | baugeschichtlich und städtebaulich von Bedeutung. | 09276328 |
| Weitere Bilder                          | Wohnhaus in offener Bebauung | Rosenstraße 11 (Karte)             | um 1750                                    | Obergeschoss Fachwerk, unverfälscht erhaltenes Dokument der barocken Bebauung von Sebnitz, baugeschichtlich und straßenbildprägend von Bedeutung. Wohnhaus: originale, barocke Haustür, Mansarddach, Hofgebäude: Obergeschoss Fachwerk, Mansarddach. | 09276644 |
| Weitere Bilder                          | Altes Rathaus | Rosenstraße 13 (Karte)             | bez. 1885                                  | Ehemaliges Rathaus – baugeschichtlich und ortsgeschichtlich von Bedeutung. Prägnanter Baukörper mit Turm, Mittelrisalit, aufwändiges Sandsteinportal, Mittelrisalit, Sandsteingliederungselemente, Blattfries unter Traufe. | 09276645 |
| Weitere Bilder                          | Villa des Blumenfabrikanten Hoyer mit Turm | Rosenstraße 16 (Karte)             | bez. 1903                                  | imposanter Bau mit Elementen des Jugendstils und des Landhausstils. Putzbau (Rillen), mit seitlichem Eingang und erhöhtem Sockelgeschoss, Balkons mit Loggien, Erker, farbige Treppenhausfenster, Jugendstil-Stuck-Felder, Zierfachwerk. | 09276646 |
| Weitere Bilder                          | Wohnhaus in offener Bebauung | Rosenstraße 18 (Karte)             | um 1850                                    | Obergeschoss Fachwerk, baugeschichtlich von Bedeutung. | 09276647 |
| Weitere Bilder                          | Villa mit schmiedeeisernem Eingangsgitter | Rosenstraße 19 (Karte)             | um 1895                                    | baugeschichtlich von Bedeutung. | 09276648 |
|                                         | Wohnhaus in geschlossener Bebauung und Ecklage | Schandauer Straße 1 (Karte)        | vor 1900                                   | mit Laden mit originaler Front, Eckhaus zum Markt, prägnanter Bau mit neogotischen Gestaltungsmerkmalen, baugeschichtlich und platzbildprägend von Bedeutung. | 09276315 |
| Weitere Bilder                          | Marienapotheke | Schandauer Straße 2 (Karte)        | um 1855                                    | Gebäude in geschlossener Bebauung mit Hofbebauung – früheres Meisterhaus der Weberinnung, mit jugendstilartiges Hofbebauung, baugeschichtlich und ortsgeschichtlich von Bedeutung. Stattliches zweigeschossiges Gebäude mit reich gegliederter Fassade, Fenster mit Rundbögen in beiden Geschossen, Giebeldreieck über der Mittelachse mit dem Wappen der Weberinnung (drei Weberschiffchen flankiert von zwei Löwen), nach Auflösung der Weberinnung Verkauf und Einrichtung der Marienapotheke. | 09276618 |
| Direkt Bild zu diesem Denkmal hochladen | Wohnhaus in geschlossener Bebauung | Schandauer Straße 3 (Karte)        | um 1865                                    | baugeschichtlich und städtebaulich von Bedeutung. Ladeneinbauten im Erdgeschoss, neogotische Elemente. | 09276619 |
| Weitere Bilder                          | Ehem. Ratsdruckerei | Schandauer Straße 4 (Karte)        | 1856                                       | Wohnhaus eines Webrahmenfabrikanten in geschlossener Bebauung, in Ecklage – baugeschichtlich und ortsgeschichtlich von Bedeutung. Ehemals Druckerei der Sebnitzer Lokalzeitung „Grenzblatt“, neogotische Fassade. | 09276617 |
| Direkt Bild zu diesem Denkmal hochladen | Wohnhaus in geschlossener Bebauung | Schandauer Straße 5 (Karte)        | um 1850                                    | baugeschichtlich und städtebaulich von Bedeutung. Ladeneinbauten im Erdgeschoss, rechts zwei Rundbogenfenster (Schaufenster). | 09276616 |
| Weitere Bilder                          | Wohnhaus in geschlossener Bebauung | Schandauer Straße 6 (Karte)        | um 1860                                    | Wohnhaus in geschlossener Bebauung, spätklassizistischer Bau – baugeschichtlich und städtebaulich von Bedeutung. | 09276614 |
| Weitere Bilder                          | Wohnhaus | Schandauer Straße 7 (Karte)        | um 1850                                    | baugeschichtlich und städtebaulich von Bedeutung. Mittelrisalit mit Balkon, mit Hofdurchfahrt. | 09276615 |
| Weitere Bilder                          | Wohnhaus in geschlossener Bebauung | Schandauer Straße 8 (Karte)        | um 1860                                    | Wohnhaus in geschlossener Bebauung mit klassizistischer Fassade – baugeschichtlich und städtebaulich von Bedeutung. Mittelrisalit, Ladeneinbauten im Erdgeschoss. | 09276611 |
| Weitere Bilder                          | Wohn- und Geschäftshaus in geschlossener Bebauung mit rückwärtigem Gebäude | Schandauer Straße 8a; 8b (Karte)   | um 1920                                    | mit Mosaiken (menschliche Figuren und Symbole) auf Konsolsteinen im ersten Obergeschoss, baugeschichtlich und straßenbildprägend von Bedeutung. Konsolfries. | 09276610 |
|                                         | Mietshaus in geschlossener Bebauung | Schandauer Straße 9 (Karte)        | um 1855                                    | Mietshaus in geschlossener Bebauung mit auffälligem geschweiften Giebel – baugeschichtlich und straßenbildprägend von Bedeutung, um 1900 aufgestockt. | 09276613 |
| Weitere Bilder                          | Ehem. Amtsgericht | Schandauer Straße 10 (Karte)       | 1863                                       | Ehem. Gerichtsgebäude – stattlicher spätklassizistischer Verwaltungsbau, ortsgeschichtlich von Bedeutung. | 09276606 |
| Weitere Bilder                          | Wohnhaus in geschlossener Bebauung | Schandauer Straße 11 (Karte)       | um 1860                                    | Wohnhaus in geschlossener Bebauung in Ecklage mit schöner klassizistischer Fassade – baugeschichtlich und städtebaulich von Bedeutung. | 09276612 |
| Weitere Bilder                          | Ehem. Kunstblumenfabrik | Schandauer Straße 12 (Karte)       | 1892                                       | Mietshaus in halboffener Bebauung mit aufwändig gestalteter Fassade – baugeschichtlich von Bedeutung. Rustiziertes Erdgeschoss, mit Karyatiden, Balkon, gebaut nach Entwürfen des Architekten Gustav Reinhard, reicher Historismus-Schmuck, bildet mit Nr. 14 eine Einheit. | 09276605 |
| Weitere Bilder                          | Postamt in geschlossener Bebauung | Schandauer Straße 13 (Karte)       | 1893                                       | Postamt in geschlossener Bebauung und in Ecklage – neobarockes Klinkergebäude mit Sandsteingliederung, baugeschichtlich und straßenbildprägend von Bedeutung. Mit originalen Fenstergittern im Souterrain, Dreiecksgiebel, mit Treppenaufgang. | 09276609 |
| Weitere Bilder                          | Mietshaus in geschlossener Bebauung | Schandauer Straße 14 (Karte)       | um 1880/1890                               | baugeschichtlich und städtebaulich von Bedeutung. Rustiziertes Erdgeschoss, bildet mit Nr. 12 eine Einheit | 09276604 |
| Weitere Bilder                          | Mietshaus in geschlossener Bebauung | Schandauer Straße 15 (Karte)       | um 1875                                    | baugeschichtlich und städtebaulich von Bedeutung. Mittelrisalit, Mittelrisalit mit Balkon und Dreiecksgiebel, mit Treppenaufgang. | 09276608 |
| Weitere Bilder                          | Mietshaus in geschlossener Bebauung | Schandauer Straße 16 (Karte)       | um 1885                                    | baugeschichtlich und städtebaulich von Bedeutung. Rustiziertes Erdgeschoss. | 09276603 |
| Weitere Bilder                          | Mietshaus in geschlossener Bebauung mit aufwändiger Fassade | Schandauer Straße 17 (Karte)       | um 1920                                    | baugeschichtlich und städtebaulich von Bedeutung, mit Veranden, mit Hofdurchfahrt. | 09276607 |
| Weitere Bilder                          | Mietshaus in geschlossener Bebauung | Schandauer Straße 18 (Karte)       | um 1885                                    | baugeschichtlich und städtebaulich von Bedeutung. Mitteldreiecksgiebel, Rundbogenfenster im Erdgeschoss, rustiziertes Erdgeschoss. | 09276602 |
| Weitere Bilder                          | Mietshaus in geschlossener Bebauung | Schandauer Straße 20 (Karte)       | um 1895                                    | baugeschichtlich und städtebaulich von Bedeutung. Mitteldreiecksgiebel, Rundbogenfenster im Erdgeschoss. | 09276601 |
| Direkt Bild zu diesem Denkmal hochladen | Gasthof »Neue Post« | Schandauer Straße 21 (Karte)       | um 1840                                    | Gasthof mit Gästegarten – baugeschichtlich und ortsgeschichtlich von Bedeutung. Gastwirtschaftsgarten mit vier geschnittenen Kastanien. | 09276600 |
| Weitere Bilder                          | Ehem. Blumenfabrik Ferdinant Hesse | Schandauer Straße 22; 24 (Karte)   | 1880er Jahre                               | Doppelwohnhaus mit aufwändiger Fassade – baugeschichtlich und straßenbildprägend von Bedeutung. 1895 Anbau eines zweigeschossigen Hofgebäudes für Arbeits- und Lagerräume an Nr. 24, in dem bereits 1888 die Blumenfabrik Hesse bestand. | 09276599 |
| Weitere Bilder                          | Wohn- und Geschäftshaus in Ecklage | Schandauer Straße 25 (Karte)       | um 1910                                    | Wohn- und Geschäftshaus in Ecklage mit repräsentativer Fassade und betontem Mittelrisalit – baugeschichtlich und straßenbildprägend von Bedeutung. | 09276598 |
| Weitere Bilder                          | Ehem. Kunstblumenfabrik Albin Thomas | Schandauer Straße 26 (Karte)       | 1909/1910                                  | Freistehendes Fabrikgebäude auf verwinkeltem Grundriss mit Einfriedung – baugeschichtlich und städtebaulich von Bedeutung. Repräsentative Fassade mit Werksteingliederung und Putzspiegel, Sandsteinbalkone im dritten Obergeschoss, jetzt Grundschule. | 09276586 |
|                                         | Sachgesamtheitsbestandteil der Sachgesamtheit Todesmarsch Schwarzheide–Theresienstadt 1945 mit Gedenktafel                                                                    | Schandauer Straße 26 (Karte)       | 1980er Jahre                               | Sachgesamtheitsbestandteil der Sachgesamtheit Todesmarsch Schwarzheide-Theresienstadt 1945 mit Gedenktafel an den Vorbeizug der KZ-Häftlinge am 23. April 1945 (siehe auch Sachgesamtheitsliste ID-Nr. 09299874) – ortsgeschichtlich von Bedeutung. An der Schule Schandauer Straße zog die Kolonne in Richtung Saupsdorf weiter. Die Inschrift lautet: „Am 21. April 1945 trieben SS-Männer die Todeskolonne aus dem KZ Schwarzheide durch diese Straße. Die Überlebenden Karel Karlovsky, Jiri Lorn, Josef Dobrý, Pavel Oliva, Milos Dobrý, Viktor Kacer, Jaroslav Kafka und Alfred Kantor gaben später ihre Erinnerungen zu Protokoll“. | 09299872 |
| Weitere Bilder                          | Älteste Kunstblumenfabrik der Stadt | Schandauer Straße 28 (Karte)       |                                            | Älteste Kunstblumenfabrik der Stadt in offener Bebauung, mit Freitreppe und schmiedeeisernem Gitter – u. a. ortsgeschichtliche Bedeutung. | 09276587 |
| Weitere Bilder                          | Villa auf verwinkeltem Grundriss | Schandauer Straße 28a (Karte)      | um 1920                                    | unverfälscht erhaltenes Architekturbeispiel der 1920er Jahre, baugeschichtlich von Bedeutung. Mit Türmchen und verschiefertem Giebel, mit seitlichem Aufgang, Fensterläden. | 09276588 |
| Weitere Bilder                          | Villa mit gründerzeitlichen Gliederungselementen | Schandauer Straße 30 (Karte)       | um 1870                                    | baugeschichtlich von Bedeutung. Mittelrisalit mit spätklassizistischen Merkmalen, Rundbogenfenster im ersten Obergeschoss. | 09276590 |
| Weitere Bilder                          | Wohnhaus in offener Bebauung | Schandauer Straße 31 (Karte)       | um 1880/1890                               | repräsentativer Bau mit Stuckfries, baugeschichtlich von Bedeutung. Fensterbedachungen. | 09276589 |
| Direkt Bild zu diesem Denkmal hochladen | Mietshaus in offener Bebauung | Schandauer Straße 32 (Karte)       | um 1880/1890                               | städtebaulich von Bedeutung. Sandsteinblöcke-Sockel, viergeschossig, mit Drempel, mit originaler Tür. | 09276591 |
| Weitere Bilder                          | Fabrikgebäude mit Einfriedung und Stützmauer in halboffener Bebauung | Schandauer Straße 34; 36 (Karte)   | 1895/1900                                  | baugeschichtlich und ortsgeschichtlich von Bedeutung. Gelber Klinker (Nr. 34), weißer Klinker (Nr. 36), Sandstein, Bemalung (Fries) unterhalb des Traufgesimses, mit Loggien. | 09276592 |
|                                         | Reihe von zwei Stadtscheunen | Schandauer Straße 38; 40 (Karte)   | Ende 19. Jh.                               | (Inzwischen dem Verfall preisgegeben - mit Neubebauung) - Treppengiebel, baugeschichtlich und straßenbildprägend von Bedeutung. Ziegelbauten, verputzt, mit Pilastergliederung und zwei hölzernen Toren. | 09276593 |
| Weitere Bilder                          | Wohnhaus in offener Bebauung | Schandauer Straße 45 (Karte)       | 1851/1900                                  | baugeschichtlich von Bedeutung. Mittelrisalit, Obergeschoss Pilastergliederung, Dreiecksgiebel. | 09276594 |
| Weitere Bilder                          | Villa Jost | Schandauer Straße 58 (Karte)       | Kern 1860/1870, später überformt           | Wohnhaus des Papierfabrikanten Friedrich Hermann Jost, baugeschichtlich von Bedeutung. Heute Kinderheim, breitgelagerter, zweigeschossiger, landhausähnlicher Villenbau mit Betonung der reinen Sachlichkeit und Zweckmäßigkeit, mit kleiner Gartenterrasse rechts und links auf dem Grundstück mit Sandsteinquaderummauerung sowie Bruchstein-Keller auf dem Grundstück, repräsentatives Portal mit originaler Tür und Portalbekrönung, Freitreppen, originale Fenster mit feststehendem Oberlicht sowie zwei Flügeln mit je zwei Quersprossen, Bau von Walmdach mit Biberschwanzdeckung überfangen, schmales Hauptgesims, Dachlandschaft mit drei Fledermausgaupen, Traufe: Quaderfries umlaufend um alle Fassaden, seitliche Fassade belebt durch zwei polygonal gebrochene Erker, verschiedene Anbauten an der Rückseite. | 09276342 |
|                                         | Eisenbahnüberführung über die Heilige Leite sowie Vorsignal (Einzeldenkmale zu ID-Nr. 09302098)                                                                               | Schandauer Straße 60 (bei) (Karte) | um 1880                                    | Einzeldenkmale der Sachgesamtheit Eisenbahnstrecke Bad Schandau – Sebnitz – Neustadt i. Sa.: Eisenbahnüberführung über die Heilige Leite sowie Vorsignal – baugeschichtlich, eisenbahngeschichtlich und technikgeschichtlich von Bedeutung. Bogenbrücke in Sandsteinquadermauerwerk mit Aufleger aus Granit, Vorsignal inzwischen Rarität. Eisenbahnüberführung über die Heilige Leite (1870er Jahre) sowie Vorsignal, Bogenbrücke in Sandsteinquadermauerwerk mit Aufleger aus Granit, Vorsignal inzwischen Rarität, Bestandteile der wegen ihrer Ingenieurskunst bemerkenswerten Eisenbahnstrecke Bad Schandau – Sebnitz – Neustadt (Sachgesamtheit), baugeschichtlich, technikgeschichtlich und eisenbahngeschichtlich von Bedeutung (LfD/2012). | 09299900 |
| Weitere Bilder                          | Gasthof „Grüne Wiese“ | Schandauer Straße 80 (Karte)       | bez. 1839 im Segmentbogenportal            | von bau- und ortsgeschichtlicher Bedeutung. Erdgeschoss massiv, Mauern ca. 60 cm dick, Korbbogenportal mit Inschrift, zwei Tonnengewölbe und ein Kreuzgewölbe, halben Grundriss einnehmend, Obergeschoss noch über 50 Prozent Fachwerk, darüber alte Dachkonstruktion (doppelt stehender Stuhl, Kehlbalken mit Unterzug), hinterer Teil wohl nach Brand erneuert. | 09276837 |
|                                         | Mietshaus in Ecklage | Schillerstraße 1 (Karte)           | um 1910                                    | Aufwändig gestaltetes Mietshaus in Ecklage, mit Hofgebäude – baugeschichtlich und städtebaulich von Bedeutung. | 09276585 |
|                                         | Ehem. Kartonagenfabrik Robert Müller | Schillerstraße 3 (Karte)           | 1903                                       | Gebäude einer Kartonagenfabrik in geschlossener Bebauung, einschließlich der Hofbebauung – baugeschichtlich und ortsgeschichtlich von Bedeutung. Schlichte, gegliederte Jugendstilfassade vom Dresdner Architekten und Baumeister Theodor Weißgerber. | 09276584 |
|                                         | Ehem. Blumenfabrik Ernst Strigel | Schillerstraße 5 (Karte)           | um 1910                                    | Mietshaus in geschlossener Bebauung – baugeschichtlich und städtebaulich von Bedeutung. | 09276583 |
|                                         | Mietshaus | Schillerstraße 6 (Karte)           | um 1900                                    | baugeschichtlich und städtebaulich von Bedeutung. Klinkerbau mit Sandstein- und Stuckelementen, Balkons mit schmiedeeisernen Gittern, originale Tür. | 09276579 |
|                                         | Wohnhaus in geschlossener Bebauung | Schillerstraße 7 (Karte)           | um 1910                                    | baugeschichtlich und städtebaulich von Bedeutung. Mittelrisalit mit Erker, mit Fensterläden, originale Tür. | 09276582 |
|                                         | Ehem. Blumenfabrik Kurt Sturm | Schillerstraße 8 (Karte)           | um 1900                                    | Mietshaus in geschlossener Bebauung – baugeschichtlich und städtebaulich von Bedeutung. Klinkerbau mit Sandstein- und Stuckelementen. | 09276578 |
|                                         | Wohnhaus in geschlossener Bebauung | Schillerstraße 9 (Karte)           | um 1910                                    | baugeschichtlich und städtebaulich von Bedeutung. Symmetrische Fassadengliederung, mit Balkons. | 09276581 |
|                                         | Wohnhaus in geschlossener Bebauung | Schillerstraße 10 (Karte)          | um 1890                                    | ehemalige Blumenfabrik, mit Hinterhaus, baugeschichtlich und städtebaulich von Bedeutung. Mit symmetrisch gestalteter Fassade, links und rechts Mittelrisalite, zum Teil rundbogige Fenster, originale Tür. | 09276577 |
|                                         | Ehem. Blumenfabrik Krell & Co. | Schillerstraße 11 (Karte)          | um 1923                                    | Wohnhaus in geschlossener Bebauung – mit klassizistischer Fassade und bossiertem Sandsteinsockel, baugeschichtlich und städtebaulich von Bedeutung. | 09276580 |
|                                         | Doppelmietshaus in geschlossener Bebauung | Schillerstraße 12; 14 (Karte)      | um 1900                                    | baugeschichtlich und städtebaulich von Bedeutung. | 09276574 |
|                                         | Blumenfabrik Hugo Werner | Schillerstraße 13; 15 (Karte)      | um 1900                                    | Fabrikgebäude einer Blumenfabrik – stattliches Gebäude, geschlossener Gebäudekomplex mit aufwändig gestalteter Fassade, baugeschichtlich und straßenbildprägend von Bedeutung. Rechts Loggien, hölzern und verglast, links bezeichnet am Portal 1923, historisierende Bauformen, eine der letzten großen Fabrikationsstätten der Kunstblumenindustrie. | 09276576 |
|                                         | Blätterfabrik Ernst Morgner | Schillerstraße 16; 18 (Karte)      | Nr. 16 bez. 1909, Nr. 18 bez. 1910         | Mietshaus in geschlossener Bebauung – recht aufwändig gestalteter Bau, beide Häuser baulich miteinander verbunden und inhaltlich zusammengehörig, baugeschichtlich und städtebaulich von Bedeutung. Mit Balkons, Giebel bezeichnet 1909, eine geschlossene Einheit mit Nr. 18, in Fassadenbehandlung voneinander unterschieden, erbaut von der Baufirma Dittrich aus Sebnitz, Nr. 18 mit Balkons, schlichte Jugendstilformen. | 09276572 |
| Weitere Bilder                          | Ehem. Blumenfabrik | Schillerstraße 17 (Karte)          | um 1900                                    | Mietshaus in geschlossener Bebauung – städtebaulich von Bedeutung. Klinker. | 09276575 |
| Weitere Bilder                          | Mietshaus in geschlossener Bebauung, mit Einfriedung | Schillerstraße 19 (Karte)          | bez. 1908                                  | städtebaulich von Bedeutung. | 09276573 |
|                                         | Ehem. Blumenfabrik | Schillerstraße 21 (Karte)          | um 1900                                    | Mietshaus in geschlossener Bebauung, mit Einfriedung – baugeschichtlich und städtebaulich von Bedeutung. Recht aufwändige Gestaltung, mit Balkons, Giebel, mit Hinterhaus (Fabrikgebäude). | 09276571 |
| Weitere Bilder                          | Bruchstein-Bogenbrücke | Schönbacher Weg (Karte)            | bez. 1798                                  | verkehrsgeschichtlich von Bedeutung. | 09299777 |
| Direkt Bild zu diesem Denkmal hochladen | Wohnhaus in offener Bebauung | Schützenstraße 6 (Karte)           | um 1860                                    | städtebaulich von Bedeutung. Sandsteingewände, betonte Mitte. | 09276641 |
|                                         | Wohnhaus in offener Bebauung | Schützenstraße 14 (Karte)          | um 1860                                    | städtebaulich von Bedeutung. Massiver Putzbau mit Drempelgeschoss, originale Haustür. | 09276640 |
| Weitere Bilder                          | Wohnhaus (Umgebinde) | Steingäßchen 1 (Karte)             | Anfang 19. Jh.                             | Obergeschoss Fachwerk, verbrettert, baugeschichtlich und sozialgeschichtlich von Bedeutung. | 09276518 |
| Weitere Bilder                          | Ehem. Kunstblumenfabrik Richard Etscher | Talstraße 7 (Karte)                | um 1920                                    | Fabrikgebäude mit Lisenengliederung – ortsgeschichtlich von Bedeutung. Viereinhalbgeschossiger Putzbau mit dominantem Rundgiebel. | 09276752 |
| Weitere Bilder                          | Ehem. Fabrik für künstliche Blumen, Blätter, Früchte und Schmuckfedern – Schiller und Koch                                                                                    | Talstraße 10 (Karte)               | bez. 1911                                  | Fabrikgebäude mit Annexbauten – baugeschichtlich und ortsgeschichtlich von Bedeutung. Putzbau mit aufwändigem Giebel, mit Balkon, Putzspiegel unter Fenstern, rustiziertes Sockelgeschoss, beeindruckendes Bauwerk mit zeitgemäß sachlicher Baugestaltung, Kutscherwohnung von 1921/22. | 09276753 |
|                                         | Gebäude der Feuerwehr in offener Bebauung | Turnerstraße 1 (Karte)             | Kern von 1876                              | Urspr. als Turnhalle gebaut, Bau in Formen des Heimatstils – baugeschichtlich von Bedeutung. Zweigeschossig, mit Pilastergliederung. | 09276633 |
| Weitere Bilder                          | Goethe-Gymnasium | Weberstraße 1 (Karte)              | 1907/1908                                  | Schulgebäude – aufwändig gestalteter Bau mit Einflüssen des Reformstils (siehe auch Bergstraße 4), baugeschichtlich und ortsgeschichtlich von Bedeutung. | 09276547 |
| Direkt Bild zu diesem Denkmal hochladen | Ehem. Kunstblumenfabrik Paul Klemm | Weberstraße 2; 4 (Karte)           | 1925                                       | Fabrikgebäude einer Blumenfabrik – stattlicher Baukörper über zwei Grundstücke, ortsgeschichtlich von Bedeutung. Eckgebäude mit klassizistischer Fassadengestaltung (Mittelbetonung), viergeschossiger Bau, mehrere Bauetappen äußerlich ablesbar, um 1888 an diesem Standort die Firma Hermann Klemm und Adolf Liebig, Nr. 2 von Nr. 4 in Fassadenbehandlung unterschieden, Tür original erhalten, Lisenengliederung. | 09276733 |
| Direkt Bild zu diesem Denkmal hochladen | Doppelwohnhaus in offener Bebauung | Weberstraße 7; 9 (Karte)           | um 1920                                    | baugeschichtlich von Bedeutung. Sandsteingliederungselemente, Balkons, Giebel. | 09276734 |
| Direkt Bild zu diesem Denkmal hochladen | Doppelwohnhaus in offener Bebauung | Weberstraße 12; 14 (Karte)         | um 1870/1880                               | städtebaulich von Bedeutung. Drempelgeschoss, Fenster bündig mit Wandfläche. | 09276735 |
| Weitere Bilder                          | Wohnhaus (Umgebinde) | Weberstraße 37 (Karte)             | 1761 (Wohnhaus)                            | Fachwerk mit Laube, baugeschichtlich und sozialgeschichtlich von Bedeutung. Vermutlich unter Verwendung von Bauteilen eines bereits 1722 urkundlich erwähnten „Gemeinhäuschens“. | 09276742 |
| Direkt Bild zu diesem Denkmal hochladen | Wohnhaus in offener Bebauung und in Ecklage | Weberstraße 39 (Karte)             | um 1850                                    | städtebaulich von Bedeutung. Satteldach, Sandsteingewände. | 09276693 |
| Direkt Bild zu diesem Denkmal hochladen | Villa mit Pförtnerhaus | Weberstraße 40 (Karte)             | um 1920                                    | Villa mit Pförtnerhaus und Garagen sowie Mauer mit Torbogen – baugeschichtlich von Bedeutung. | 09276739 |
| Weitere Bilder                          | Wohnhaus (ehem. Umgebindehaus) | Weberstraße 54 (Karte)             | 1. Hälfte 19. Jh.                          | baugeschichtlich von Bedeutung. Verbrettert bis Erdgeschoss, Fachwerk darunter (ehemals Umgebinde). | 09276746 |
|                                         | Wohnhaus | Weberstraße 56 (Karte)             | nach 1900                                  | baugeschichtlich von Bedeutung. Eingeschossiges, freistehendes Gebäude mit giebelseitiger Schieferbildwand, Fensterläden. | 09276743 |
| Direkt Bild zu diesem Denkmal hochladen | Scheune | Weberstraße 58 (Karte)             | vermutlich 18. Jh.                         | zweigeschossige Bretterscheune, baugeschichtlich und wirtschaftsgeschichtlich von Bedeutung. | 09276744 |
| Weitere Bilder                          | Wohnhaus mit Umgebinde | Weberstraße 60 (Karte)             | um 1850                                    | Wohnhaus mit Umgebinde und Blockstube – baugeschichtlich und sozialgeschichtlich von Bedeutung. | 09276745 |
| Direkt Bild zu diesem Denkmal hochladen | Wohnhaus in geschlossener Bebauung | Zwingerstraße 6 (Karte)            | um 1860                                    | Wohnhaus in geschlossener Bebauung mit klassizistischer Fassade – baugeschichtlich von Bedeutung, mit Balkon, mit Mittelrisalit. | 09276632 |

## Ehemalige Kulturdenkmale
| Bild                                    | Bezeichnung                      | Lage                            | Datierung | Beschreibung | ID       |
| --------------------------------------- | -------------------------------- | ------------------------------- | --------- | --- | -------- |
| Direkt Bild zu diesem Denkmal hochladen | Wohnhaus in offener Bebauung     | Böhmische Straße 44 (Karte)     | um 1865   | baugeschichtlich von Bedeutung. Originale Tür, Freitreppe mit Sandsteinblöcken und schmiedeeisernem Gitter, segmentbogige Fensterabschlüsse. 2018 abgerissen. | 09276701 |
| Weitere Bilder                          | Wohnhaus in halboffener Bebauung | Hertigswalder Straße 18 (Karte) | 1890/1899 | baugeschichtlich von Bedeutung. Klinkerbau mit verschiedenen Sandsteinelementen. Zwischen 20.1.2025 und 28.3.2025 abgerissen.                                 | 09276533 |

## Ausführliche Denkmaltexte
1. ↑  Villa, Bahnhofstraße 3

Villa des Webwarenfabrikanten Kießling, mit Balkonen und offenen Loggien, prachtvolle Eingangshalle, Treppenhaus mit spätklassizistischer Schablonenmalerei an der Decke, Ziegelbau, verputzt, mit üppigem Stuckdekor (Medaillons mit figürlichem Schmuck, mit floralem Schmuck überzogene Relieffelder unter den Fenstern), Hauptfront mit Mittelrisalit, originale Fenster, Dachüberstand an allen Seiten.

Villengarten: regelmäßig angelegter Garten südlich der Villa: Wege mit wassergebundener Decke links und rechts der Villa nach Süden führend bis zu einer Treppenanlage aus Sandstein, Treppenanlage: zweiarmige dreiläufige Treppe, zweiarmig beginnend und nach unten hin einarmig endend, profilierte Stufen und Balustrade, stattlich Rhododendren und Eiben (Taxus baccata) entlang der Treppenanlage, waldartiger Gehölzbestand im Norden des Gartens aus u. a. Rot-Buche (Fagus sylvatica), Blut-Buche (Fagus sylvatica f. purpurea), Linde (Tilia spec.) und Lärche (Larix decidua), Wegesystem hier nicht mehr ablesbar, Reste einer Rosskastanien-Reihe (Aesculus hippocastanum) entlang südlichen Abschnitts des Zufahrtsweges, Gelände nach Süden hin abfallend, in Gebäudenähe terrassiert.
2. ↑  Villa, Bahnhofstraße 12: zweigeschossig, Gurtgesims, Erker mit Rundbogenfenstern, darüber Balkon und Zwerchhaus, originale Fenster, Stuckdecken, ehemals Blumenfabrikanten gehörig.

Villengarten: wohl zwischen 1873 und 1882 von dem bedeutenden sächsischen Gartenkünstler Max Bertram (1849–1914) für den Bürgermeister Blume entworfener Garten.

Einfriedung: Sandsteinstützmauer, darüber historischer Maschendrahtzaun mit aufwändigen Gusselementen zur Bahnhofstraße, Zufahrtstor mit Torpfosten aus Gusseisen südlich der Villa, von der Bahnhofstraße auf den zentralen Erker der Villa zuführende Gestaltungsachse mit Treppe und kleinem Sandstein-Brunnen (Brunnenschale demontiert, am Gebäude gelagert), Vorgarten in drei Ebenen terrassiert, unterer Geländesprung durch Böschung abgefangen und durch fünfstufige Sandsteintreppe mit abgetreppten Sandsteinwangen überwunden, oberer Geländesprung mit zwei niedrigen Stützmäuerchen ausgebildet, Altbaumbestand aus zwei Rosskastanien (Aesculus hippocastanum), einer Pyramiden-Eiche (Quercus robur 'Fastigiata'), einer Linde (Tilia spec.), einer Sawara-Scheinzypresse (Chamaecyparis pisifera) sowie alter Rhododendronbestand im südlichen Garten, in der Nordost-Ecke des Gartens befinden sich noch eine Lindengruppe und eine Eibe (Taxus baccata).
3. ↑  Bahnhofsanlage mit Empfangsgebäude

Empfangsgebäude: zweigeschossiger Mittelteil mit dreigeschossigen Seitenteilen, profilierte Fenster- und Türgewände, Mittelrisalit, Gurtband zwischen Erdgeschoss und Obergeschoss.
Bahnsteige: Holzdach auf profilierten Eisensäulen mit Ornamentik.
Wasserstation: zweigeschossiger Putzbau, original erhalten, Segmentbogen im Erdgeschoss, flaches Satteldach, Wasserstandsanzeige.
Stellwerk: zweigeschossiger Klinkerbauten, Segmentbogenfenster, flaches Satteldach. B1 und W2 gleiche Bauart, Säulenspannwerk (km 49,2).
4. ↑  Villa des Kunstblumenfabrikanten Rudolf Bernhard Mey (Adressbuch von 1925).

Villengarten: Der Garten wurde zwischen 1883 und 1892 von dem bedeutenden Gartenkünstler Max Bertram entworfen und ausgeführt. Die Gestaltung, wie sie in Bertrams Entwurfsplan (vgl. Bertram, Max: Gärtnerisches Planzeichnen. Berlin 1909. S. 37) dargestellt ist, ist noch in weiten Bereichen ablesbar. Bodenrelief: Gelände nach Süden und Südwesten hin steil abfallend, östlich der Villa Gelände in zwei Ebenen egalisiert und durch Stützmauer abgefangen.

Erschließung: Zugang über Zugangstreppe westlich der Villa vom Burggäßchen (Stufen aus Granit erneuert), Wegesystem noch ablesbar, südlich der Villa regelmäßige Gestaltung als Wegekreuz mit zentralem Rondell und umlaufenden hufeisenförmigen Weg, nördlich der Villa landschaftlich geschwungene Wege, wassergebundene Decken überwachsen, am westlichen Hang hangparallel verlaufende Wege und kleine diese Wege verbindende Treppen.

Gartenbauten: kleines Gartenhaus mit Fachwerkkonstruktion und Klinker-Ausfachung östlich der Villa auf einem Felsvorsprung mit Blick über die Stadt nach Süden, kleine Holzlaube im nördlichen Garten (Gartenhaus und Laube wohl nicht von Bertram), Metallpavillon (vermutlich Rosenpavillon) an der Südspitze des Gartens ebenfalls mit Blick über die Stadt nach Süden, wertvoller Altbaumbestand aus u. a. Rosskastanie (Aesculus hippocastanum), Rot-Buche (Fagus sylvatica), Blut-Buche (Fagus sylvatica f. purpurea), Stiel-Eiche (Quercus robur), Rot-Eiche (Quercus rubra), Hainbuche (Carpinus betulus), Schwarz-Kiefer (Pinus nigra), Hemlockstanne (Tsuga canadensis), Lebensbaum (Thuja spec.) und Faden-Scheinzypresse (Chamaecyparis pisifera), Bestand an kleinem Immergrün (Vinva minor), Buschwindröschen (Anemone nemorosa) und Blausternchen (Scilla bifolia), nordöstlich der Villa auf oberer Terrasse Obstbaumwiese.
VVN-Gedenkstein am westlichen Hang nahe der Zugangstreppe, bezeichnet: „Arthur Hartmann, * 22.5.1891, † 27.11.1940“ (Einzeldenkmal).
5. ↑  Neuer Friedhof Sebnitz – Geschichte: 1861 Schließung des Kirchhofs als Begräbnisplatz und Weihe des Neuen Friedhofs, 1890 Weihe der Parentationshalle. Der Friedhof gliedert sich in einen nördlichen und einen südlichen Bereich, beide Bereiche werden durch die Friedhofstraße voreinander getrennt.

Bauliche Schutzgüter:
  - Gebäude: Friedhofskapelle im Norden des Friedhofs.
  - Einfriedung: der nördliche Friedhofsbereich ist vollständig durch Friedhofsmauer aus behauenem Sandstein eingefasst, der südliche Friedhofsbereich besitzt nur im Norden eine Sandsteinmauer.
  - Erschließung: Zufahrtstor mit zweiflügligem schmiedeeisernen Ziergitter von der Friedhofstraße im Westen, orthogonales Wegesystem mit wassergebundenen Decken, im südlichen Bereich teilweise überwachsen, Zufahrt vom Zufahrtstor nach Osten mit Granitpflaster, Wandstellen im Norden des südlichen Friedhofsbereichs.
  - Vegetation: im nördlichen Friedhofsbereich: Allee aus Winter-Linden (Tilia cordata) entlang des Hauptweges von der Parentationshalle nach Süden, Baumreihe aus Winter-Linden (Tilia cordata) entlang des an der Ostgrenze verlaufenden Nord-Süd-Weges, im südlichen Friedhofsbereich: Alleen aus Winter-Linden (Tilia cordata) entlang des von Südwesten nach Nordosten sowie des von Südosten nach Nordwesten verlaufenden zentralen Hauptweges, Baumreihe aus Winter-Linden (Tilia cordata) entlang des an der Südwestgrenze verlaufenden Hauptweges, Weißdorn-Hecke (Crataegus spec.) entlang der Nordost- und Südost-Grenze, Geophyten: Schneeglöckchen, Schneestolz, Blausterne, Narzissen.
  - Sonstige Schutzgüter: Bodenrelief: Gelände von Osten nach Westen abfallen, teilweise durch niedrige Sandsteinmauern abgefangen.
6. ↑  Neuer Friedhof Sebnitz – denkmalwürdig sind folgende Gräber:

1: Abschnitt A, Grabnummer 159, Gruft Schälzel. Wandstelle, Grabwand aus schwarzem polierten Marmor, Mittelachse bekröntes stilisiertes Ziborium, Halbsäulen mit stilisierten Kapitellen, helle Aufschriften.

Ernst Leberecht Schälzel (1831–1912) war Baumeister, ca. 1912
Anna Athena, geb. Schälzel, 30.1.1866 – 14.1.1946
Ella Adele Greifenhain, geb. Schälzel, 21.8.1874 – 9.9.1950
Marianne Richter, 12.6.1925 – 21.6.1992
E. L. Schälzel, 13.3.1831 – 15.12.1912
Johanne Christiane Friederike Schälzel, geb. Thomas, 9.6.1840 – 27.8.1921
Marianne Christine Lutze, 1.4.1902 – 28.11.1903
Georg Louis Greifenhain, Fabrikant, 1.6.1873 – 9.9.1924
Jenny Marie Ruder, geb. Schälzel, 8.12.1879 – 21.4.1931
Otto Eduard Ruder, Blumenfabrikant, 1.10.1873 – 17.2.1941
Fritz Arno Richter, Besitzer der Marien-Apotheke, 12.9.1892 – 25.10.1960
Marie Elisabeth Richter, geb. Ruder, 1.9.1902 – 12.5.1975.
2: Abschnitt A, Grabnummer 201, Gruft Maultzsch. Wandstelle, Grabwand aus schwarzem polierten Naturstein, barockisierendes Ziborium bekrönt, darin beschriebene Platte mit Wappen, ca. 1910.

Arthur Maultzsch, 19.2.1883 – 25.2.1910
Johanne Amalie Maultzsch, geb. Rolle, 7.7.1850 – 30.4.1917
Karl Maultzsch, 16.1.1854 – 3.4.1937
Martin Grunewald, 5.12.1879 – 12.12.1960
3: Abschnitt A, Grabnummer 246, Gruft Pallme/Zenker. Wandstelle, Grabwand Sandstein, von zwei Säulen eingerahmte ornamentierte Schriftplatte, 1919?

Gustav Pallme, 14.3.1848 – 27.8.1919
Wilhelmine Pallme, 2.9.1850 – 21.6.1930
Elise Seeber, geb. Zenker, 2.5.1902 – 27.9.1937
August Zenker, 20.12.1874 – 1.7.1946
Olga Zenker, geb. Pallme, 9.11.1876 – 16.3.1968
Linda Mehnert, geb. Zenker, 23.2.1900 – 12.5.1970
4: Abschnitt A, Grabnummer 258, Gruft Kümmel. Wandstelle, Grabwand aus poliertem schwarzen Naturstein, zentrales bekröntes Ziborium, die rahmenden Säulen mit stilisierten Kapitellen, Schriftplatte mit Wappen, um 1920.

Johann Gartler, 26.8.1875 – 12.2.1954
Hans Gartler, 2.4.1909 – 27.3.1972
Marie Gartler, geb. Hübner, 4.2.1883 – 13.12.1957
Herbert Gartler, Ingenieur, 12.7.1937 – 22.5.1980
Ida Martha Kümmel, geb. Scheunig, 14.9.1884 – 15.5.1921
Auguste Amalie Kümmel, geb. Schmidt, 19.7.1860 – 22.5.1922
Johann Reinhold Kümmel. 7.5.1861 – 21.12.1925
Marie Alwine Kümmel, geb. Scheunig, 13.5.1887 – 20.1.1929
Max Willy Kümmel, 23.12.1883 – 24.7.1951
Margarete Kümmel, 30.8.1915 – 25.9.1970
5: Abschnitt A, Grabnummer 260, Gruft Thomas/Weber. Wandstelle, Grabwand aus dunklem polierten Naturstein, zentrale Stele mit Kreuzrelief, sitzende Trauerfigur mit Urne, ca. 1920.

Wilhelm Alwin Thomas (Fabrikbesitzer), 10.9.1873 – 10.7.1920
Hulda Thomas, geb. Günther, 4.2.1876 – 6.1.1944
Herbert Weber, Fotomeister, 8.10.1908 – 25.11.1968
Else Weber, geb. Thomas, 14.6.1909 – 24.8.1987
6: Abschnitt A, Grabnummer 289, Gruft Püschel. Wandstelle, dekorierte Grabwand (Sandstein) mit Attika, darin Schrift: „Familie Püschel“, formt mit Ornamentbändern gerahmte Nische (Gebälk: „Stärker als der Tod die Liebe“), darin rundes hausähnliches Gebilde mit Kreuz-Lebensbaum-Relief, an den Seiten der Nische die Namen der Toten, vergleichsweise außergewöhnliche Grabgestaltung, wohl 1920er Jahre.

Emma Margaretha Püschel, geb. Böhme, 29.8.1870 – 19.6.1925
Adolph Püschel, Buchdruckereibesitzer und Verleger des Grenzblattes, 22.9.1864 – 8.3.1937
Berta Ida Grunwald, 28.11.1851 – 11.1.1947
Richard Adolf Emil Paul Walther, 19.12.1868 – 10.3.1947
Toni Walther, geb. Böhme, 14.6.1878 – 1.10.1962
7: Abschnitt B, Grabnummer 57, Gruft Paul. Wandstelle, drei schlichte, bogig gerahmte polierte Steine, auf dem kleineren mittleren wohl später hinzugefügtes Kreuz mit Kranz, vor 1900.

Alma Kühnel, geb. Borchert, 22.1.1883 – 21.11.1947
Carl Hugo Paul, Fabrikbesitzer, 14.11.1859 – 29.5.1940
Dr. Martin Paul, 8.4.1890 – 26.4.1941
Laura Richter, geb. Paul, 4.7.1852 – 24.8.1944
Auguste Kühnel, geb. Paul, 1.1.1854 – 8.7.1945
Karl Gottlieb Paul (Fabrikbesitzer, Stadtrat), 26.7.1822 – 25.10.1891
Laura Florentine Paul, geb. Pöche, 6.12.1823 – 10.2.1892
Karl Kühnel, 28.8.1853 – 1.3.1895
Heinrich Richter (Oberlehrer), 27.1.1856 – 21.6.1927
8: Abschnitt B, Grabnummer 61, Gruft Odilo Hesse, jetzt (2011) Familie Raike. Wandstelle, Grabwand stilisierte griechische Tempelfront (Sandstein), im Fries: „Familie Odilo Hesse“, Engel-Relief (Sandstein), Mäanderfries, schmiedeeiserne Einfriedung, um 1910?
Odilo Hesse, Agnes Auguste Hesse, geb. Mey
9: Abschnitt B, Grabnummer 67, Gruft Maaz. Wandstelle Sandstein, Grabwand historisierend mit zentraler griechischer Tempelfront als Ziborium, korinthisierende Säulen, über Schrifttafel Bogen, 1890er Jahre?
Hans Maaz, Elisabeth Maaz, geb. Steidl

10: Abschnitt B, Grabnummer 69, Gruft Hesse. Wandstelle (Sandstein), Grabwand historisierend: extrem schlanke kannelierte Säulen tragen griechisches Gebälk, darin: „Familie Hesse“, innen Bogen mit Kranzrelief, darunter Schriftplatte, Ende 19. Jahrhundert.

Carl August Hesse, Fabrikbesitzer, Erbauer der mechanischen Weberei auf der Böhmischen Straße in Sebnitz, 16.11.1806 – 27.2.1887
Caroline Sophie Hesse, geb. Eckold, 15.12.1810 – 16.5.1901
11: Abschnitt B, Grabnummer 74, Gruft Adam, 1889? Wandstelle, Grabwand (Sandstein): eklektizistische Tempelfront, innen bogig gerahmte Schriftplatte, schmiedeeiserne Einfriedung.

Rudolph Georg Adam, 14.3.1867 – 9.3.1889
Cäcilie Hesse, 6.4.1820 – 2.5.1889
Ina Almada Adam, 15.11.1830 – 15.11.1891
Traugott Julius Gustav Adam, von 1860 bis 1897 Direktor der Papierfabrik Sebnitz, 15.1.1829 – 25.7.1906
Adolf Arthur Adam, 24.1.1866 – 29.5.1910
Richard Adam, 22.3.1864 – 4.12.1913
Cäcilie Hedwig Rasch, geb. Adam, 17.6.1868 – 15.9.1945
Lydia Adam, geb. Hesse, 1.5.1870 – 13.2.1945 (Dresden)
12: Abschnitt B, Grabnummer 75, Gruft Voogt. Wandstelle, Grabwand (Sandstein) mit Schrifttafel in Bogen, bekrönt durch Fries („Familie Voogt“) und Sprenggiebel, späthistoristisch, um 1900

Dr. med. Bruno Voogt, 1831–1900
Fanny Voogt, 1836–1902
Oskar Beck, Kaufmann, 1859–1910
Frieda Beck, 1870–1946
Marie Voogt, 1877–1953
13: Abschnitt B, Grabnummer 76, Gruft Vollmann/Donath. Wandstelle, Grabwand (polierter Naturstein): gekehlt auslaufende Wand, davor spitz zulaufende Stele, gute Proportionierung, Sockel: „Wer im Gedächtnis seiner Lieben lebt, ist nicht tot, er ist nur fern. Tot ist nur, der vergessen wird“, 1904?

Friedrich Oskar Vollmann, 16.9.1853 – 28.12.1904
Helene Vollmann, 13.8.1865 – 16.2.1947
Fritz Donath, 21.10.1888 – 30.7.1950
Lotte Donath, geb. Vollmann, 28.8.1895 – 28.7.1979
14: Abschnitt B, Grabnummer 77, Gruft Richter/Gedenktafel Frieda Hänsel. Wandstelle, Grabwand (polierter Naturstein): vor Granitwand gerahmte Stele mit geschwungenem Abschluss, schöne Typographie in Peter-Behrens-Manier, am Sockel Gedenktafel für die in Auschwitz gestorbene Frieda Hänsel, schmiedeeiserne Einfriedung, nach 1907.

Olga Marie Paul, geb. Richter, 29.4.1871 – 5.5.1907
Gotthelf Emil Richter, 20.5.1838 – 10.11.1911
Amalie Marie Richter, geb. Michel, 9.6.1839 – 13.12.1912
Max Richard Richter, 18.8.1865 – 21.12.1933
Felix Hänsel, Oberlehrer, 21.2.1875 – 6.5.1948
Jenny Hänsel, geb. Richter, 23.10.1878 – 30.3.1952
Frieda Hänsel, 29.6.1909 – 26.2.1943
15: Abschnitt B, Grabnummer 99, Gruft Hoyer. Wandstelle, Grabwand aus poliertem dunklen Naturstein, appliziertes Metallrelief Heiliger Geist, unten in den Stein geritzt: geflügeltes Wesen.

Ferdinand Adolph Hoyer, Privatus, 9.11.1834 – 7.10.1903
Emma Caroline Hoyer, geb. Hesse, 6.2.1835 – 19.1.1907
Alfred Alwin Adolf Hoyer, 3.3.1861 – 6.6.1924
Curt Alfred Hoyer, 22.5.1889 – 17.6.1946
Ida Hoyer, 16.10.1867 – 14.5.1949
16: Abschnitt B, Grabnummer 157, Gruft Lutze. Wandstelle, Grabwand mit zentralem Ziborium, kreuzbekrönte Tempelfront integriert Engelsrelief, Fries: „Familie Lutze“, schlanke dunkle polierte Säulen mit korinthisierenden Kapitellen, rechts und links Schrifttafeln, um 1900.

Wilhelmine Prenzel, geb. Dittrich, 24.7.1830 – 3.12.1908
Henriette Lutze, geb. Rüdiger, 22.9.1820 – 10.1.1903
Burghard Maria Zweigert, 26.6.1876 – 19.9.1908
Martha Elsa Zweigert, geb. Lutze, 24.10.1885 – 16.12.1935
Auguste Minna Lutze, geb. Prenzel, 23.1.1858 – 9.2.1900
Clemens Richard Lutze, 4.2.1860 – 25.11.1913
17: Abschnitt B, Grabnummer 191, Gruft Hantzsch/Hentschel. Wandstelle, Grabwand mit souverän proportionierter Stele (polierter schwarzer Marmor) in der Jugendstil-Nachfolge, 1908?

Arthur Hantzsch, 29.12.1866 – 27.1.1908
Flora Augusta Hentschel, 10.6.1846 – 14.8.1912
Flora Emma Hantzsch, geb. Hentschel, 17.12.1869 – 10.6.1941
Walter Hantzsch, 4.11.1895 – 16.2.1959
18: Abschnitt B, Grabnummer 248, Gruft Bergmann. Wandstelle, Grabwand: schlanke Stele (dunkler polierter Naturstein) vor Mauer aus poliertem roten Granit, schmiedeeiserne Einfriedung in Jugendstilformen, 1910?

Paul Wilhelm Bergmann, 6.9.1890 – 2.6.1910
Magdalena Nadler, geb. Krahl, 16.10.1841 – 6.1.1910
William Bergmann, 1866–1940
Marie Bergmann, 1868–1944
Paul Bergmann, 12.6.1869 – 22.9.1959
Curt Meerstein, 10.9.1884 – 19.1.1962
Luise Meerstein, geb. Bergmann, 2.5.1889 – 24.2.1978
Siegfried Meerstein, 11.3.1915 – 9.10.1988
Wolfgang Henke, 11.11.1935 – 18.6.1972
Barbara Mildner, geb. Henke, 1938–1990
Erich Henke, 11.5.1903 – 29.11.1984
Erika Henke, geb. Meerstein, 1911–2001
19: Abschnitt C, Grabnummer 189, Grabstelle Meiche. Wandstelle, Grabwand: einfache Einfassung dreier Tafeln, die mittlere gotisierend mit steinernen Wurzelholzranken bekrönt, wohl nach 1900.

Alfred Meiche, Ehrenbürger von Sebnitz, 1870–1947, war herausragender Regionalhistoriker, bekannt vor allem durch seine „Historisch-topographische Beschreibung der Amtshauptmannschaft Pirna“ von 1927
Professor Alfred Meiche, 24.11.1870 – 25.5.1947
Gertrud Meiche, geb. Burckhardt, 30.7.1880 – 7.11.1961
Theodor Louis Meiche
Auguste Meiche, geb. Mehner, 1839–1926
Sigrun Luise Nickelsen, 1913–1992
20: Abschnitt C, Grabnummer 193, Grabstelle Klemm. Wandstelle, Grabwand: Stark verwitterte Einfassung der Schriftplatte, Jugendstileinfluss, ca. 1908.

Amalie Laurette Klemm, geb. Schuster, 26.6.1854 – 8.6.1908
Karl Hermann Klemm, Privatus, 23.9.1856 – 20.12.1920
21: Abschnitt D, Grabnummer 3, Gruft Henke. Wandstelle, Grabwand Architektur aus rotem Sandstein (?), an Palladiomotiv erinnernd, rahmt mehrere Metalltafeln, deren zentrale ein Büstenrelief zeigt, um 1870.

Carol. Auguste Henke, 1833 – 21.11.1870
Carl Wilhelm Henke, 1794 – 2.1.1875
Joh. Christine Henke, geb. Richter, 1803 – 6.1.1881
Adolph Wilhelm Henke, 1822 – 10.12.1891
Ida Angelika Henke, 25.1.1866 – 7.1.1868
Clife Hermann, 6.6.1881 – 10.3.1945
Walter Hermann, 14.6.1882 – 16.3.1958
Erich Hacker, 19.10.1891 – 28.9.1915
Max Hacker, 1.9.1852 – 18.2.1930
Alma Hacker, 26.4.1864 – 14.2.1945 Dresden
Hans Hacker, 2.9.1898 – 31.8.1941
Antonie Emma Henke, geb. Hermann, 22.11.1836 – 6.11.1913
Carl Hermann (Vorstand der Siemens-Glas AG), 4.8.1849 – 19.11.1915
Flora Auguste Hermann, 15.11.1856 – 4.12.1933
22: Abschnitt D, Grabnummer 8, Gruft Schneider. Wandstelle, Grabwand dreiteilig, Felder durch Pilaster getrennt, segmentbogiger Abschluss mit Palmwedel, vermutlich 1870er Jahre.

Alwin Theodor Schneider, 2.11.1847 – 25.6.1876
Amalie Böhme, geb. Schneider, 7.8.1815 – 19.9.1878
Alma Ottilie Heisler, geb. Schneider, 25.3.1856 – 17.6.1927
Eva Sebek, geb. Hähle, 1913–1972
Pauline Emilie Schneider, geb. Näther, 16.12.1837 – 25.8.1898
Gustav Hermann Schneider, 7.4.1826 – 17.5.1909
Adolf Eugen Schneider, 7.8.1862 – 24.9.1863
Ida Emilie Schneider, 17.8.1867 – 2.9.1867
Irma Olga Hähle, geb. Heisler, 19.4.1891 – 20.3.1947
Fritz Hähle, 27.5.1880 – 18.5.1958
23: Abschnitt D, Grabnummer 17, Grabstelle Schütz. Wandstelle, Grabwand mit Trauerrelief, bekrönt von expressionistischer Form mit stilisierten Sonnenstrahlen, Ende 1920er Jahre.

Rudolf Schütz, 2.4.1914 – 14.6.1928
Marion (?) Schütz, geb. Liebisch (?), 1919–1947
Richard Schütz, 9.6.1876 – 26.3.1941
Emma Schütz, geb. Zirnstein, 7.8.1891 – 29.4.1975
24: Abschnitt D, Grabnummer 19/20, Gruft Carl Traugott Kiessling. Wandstelle, neugotische Grabwand mit Dreipässen, Fialen etc., 1870er Jahre?

Marie Auguste Kiessling, geb. Michel, 12.6.1847 – 21.7.1876
Meta Olga Auguste Richter, geb. Kiessling, 4.10.1870 – 28.5.1925
Carl Traugott Kiessling (Webwaren-Fabrikant), 12.12.1808 – 15.3.1876
Amalie Auguste Kiessling, geb. Endler, 3.3.1815 – 8.2.1906
Carl Gottlob Michel, Kaufmann, 23.8.1793 – 9.3.1869
Arno Emil Richter (Besitzer der Marienapotheke), 6.7.1863 – 20.3.1928
Gustav Pawel (49 Jahre Laborant d. Apotheke), 15.11.1863 – 12.10.1939
25: Abschnitt D, Grabnummer 26, Gruft Theodor Petzold. Wandstelle, Grabwand griechische Tempelfront, darin Tondo mit Büste Petzolds, vor der Wand Findling mit Urne Petzolds. (19.2.1851 – 2.12.1912) war Königlich Sächsischer Sanitätsrat, Grabwand 1870er Jahre?

26: Abschnitt D, Grabnummer 31, Gruft Schöpss. Wandstelle, Grabwand mit zentraler griechischer Tempelfront, kreuzbekrönt, keine Schrift mehr vorhanden, 1870er Jahre?

27: Abschnitt D, Grabnummer 34, Gruft Vollmann. Wandstelle, Stele mit barock geschwungener Bekrönung, Kartuschenrelief, 1870er Jahre.

Friedrich Conrad Vollmann ("Bürger und Fabrikant"), 22.7.1810 – 13.5.1878
Auguste Vollmann, geb. Fritsche, 15.8.1818 – 1.10.1887
Friedrich Moritz Vollmann, 25.8.1845 – 6.6.1919
Fanny Vollmann, geb. Naumann, 25.5.1845 – 18.3.1925
Fanny Sophie Glas, Jan. 1875–1936
28: Abschnitt G, Grabnummer 256, Grab Paul Schmidt. Grabstelle, aufgerichteter Grabstein Paul und Emmi Schmidt mit schöner Typographie, darauf älterer Grabstein. Paul Schmidt war von 1908 bis 1962 Kantor an der Stadtkirche Sebnitz. Er prägte das Musikleben der Stadt auch als Dirigent des Sängervereins, des Kirchenchores, des Haydnchores und als Komponist.

Gustav Schmidt, 26.8.1854 – 1.1.1918
Wilhelmine Schmidt, geb. Pöhlig, 7.8.1856 – 13.5.1929
Paul Schmidt, 10.3.1881 – 12.12.1962
Emmi Schmidt, 21.12.1889 – 5.3.1987
29: Abschnitt G, Grabnummer 197, Grabstelle Maaz. Triumphbogenmotiv auf Postament, organische Formen, schmiedeeiserne Einfriedung, 1910er Jahre.

Maaz, Blumenfabrikant, 20.9.1870 – 18.12.1917
Dora Maaz, 1878–1944.
7. ↑  Heimatmuseum Sebnitz

Wohnhaus: freistehend, stattliches zweigeschossiges Gebäude mit zweiriegeliger Fachwerkkonstruktion im Obergeschoss (verputzt), Erdgeschoss Bruchstein mit Barockportal, dreigeschossiges Walmdach mit Hecht und Dachgaupen, innere Raumstruktur erhalten, im Hauptgebäude noch Kreuzgratgewölbe, bemalte Holzbalkendecken und Stuckdecken, Anbau zweigeschossig.
Garten: westlich des Hauses zur Sebnitz hin gelegen, Terrasse mit Stützmauern und Treppenanlage zum Fluss aus Sandstein sowie kleines Parterre mit vier buxgefassten Compartimenten (Bepflanzung neu), barockes Gartenhaus am südlichen Ende der Terrasse, oberhalb der Terrassenmauer Einfriedungszaun mit Zaunpfosten aus Sandstein (Zaunfelder neu).
8. ↑  Evangelische Peter-Pauls-Kirche. Von dem schon im 13. Jh. erwähnten Bau ist nichts erhalten. Der von Strebepfeilern umgebene Chor mit 3/8-Schluss, E. 15. Jh., das fast quadratische Schiff 1619. Turm an der Chornordseite von Otto Rometsch, datiert 1928. Restaurierungen 1892 (Innenraum), 1928/29 (Innenraum).

Im Schiff Holzkassettendecke mit 88 Wappen- und Ornamentfeldern, bezeichnet 1619, vermutlich von Hans Panitz. Triumphbogen zum eingezogenen Chor, das Zellengewölbe datiert 1928. Umlaufende Emporen: Im Schiff zweigeschossig, die 55 Brüstungsfelder mit vielfigurigen biblischen Szenen (AT und NT) bemalt, lt. Inschrift von Johann Gottfried Buchardy aus Dresden, 1688/89, aus der gleichen Zeit eingeschossige Emporen im Chor mit Aposteldarstellungen.

Ausstattung: Reich geschnitzter, zweigeschossiger Altar, die Bilder von Säulen gerahmt: Im Hauptfeld Abendmahl, bezeichnet 1586 von Martin Kotte aus Schandau, darüber Kreuzabnahme. In seitlichen Nischen kleine vollplastische Figuren, Johannes der Täufer und Apostel Paulus, darüber Engel. – Hölzerne Kanzel, der Kanzelkorb mit den gemalten Darstellungen der Evangelisten, Petrus und Salvator, am Treppenaufgang Bekehrung des Paulus, E. 16. Jh. – Sechseckiger Taufstein, datiert 1586, 1928/29 mit großen störenden Inschriften versehen und vergoldet. An der Mittelstütze im Schiff hölzerne Madonnenfigur, vermutlich von einer Kreuzigungsgruppe, E. 15. Jh., darüber Kruzifix, um 1520, die Hände 1908 ersetzt. Im Chor Reste einer spätgotischen Ausmalung (Szenen aus der Passion Christi), sowie drei große Pastorenbildnisse, 17. und 18. Jh. Jehmlich-Orgel, datiert 1902, Erweiterung und Freipfeifenprospekt 1928/29 und um 1991. Die Figuren eines spätgotischen Flügelaltars heute im Heimatmuseum. An der Außenwand einige barocke Grabsteine (Dehio Sachsen I, 1996).

Kriegerdenkmal:stehender halbnackter Krieger mit abgestelltem Schild, mehrstufiges Podest, unten Inschrift: „Laßt ein besseres Vaterland dieser Saat entsprießen“, 1922.
9. ↑  Im Jahre 1722 begann man im Kurfürstentum Sachsen mit der Aufstellung der Kursächsischen Postmeilensäulen. Kurfürst Friedrich August I. wollte hierdurch ein zeitgemäßes Verkehrs- und Transportleitsystem im Kurfürstentum aufbauen, um Handel und Wirtschaft zu fördern. Er beauftragte mit Generalvollmacht Magister Adam Friedrich Zürner (1679 – 1742) mit der Durchführung. Das System der Postmeilensäulen umfasste Distanzsäulen, Viertelmeilensteine, Halb- und Ganzmeilensäulen. Die Distanzsäulen sollten in den Städten vor den Stadttoren, später nur auf den Marktplätzen aufgestellt werden. Entlang der Poststraßen wurden Viertelmeilensteine, Halb- und Ganzmeilensäulen aufgestellt. Sie erhielten eine fortlaufende Nummerierung (Reihennummer), beginnend vom Anfang der Vermessung. Die Ganzmeilensäulen wurden außerhalb der Städte an den Poststraßen im Abstand von 1 Meile (= 9,062 km) aufgestellt. Die Distanzsäulen waren mit dem Monogramm „AR“ für „Augustus Rex“, dem kursächsisch und polnisch-litauischen Doppelwappen sowie der polnischen Königskrone gekennzeichnet. Die Ganzmeilen-, Halbmeilensäulen und Viertelmeilensteine waren alle ähnlich beschriftet, alle trugen kein Wappen, aber das Monogramm „AR“. Die Entfernungsangaben erfolgten in Wegestunden (1 Stunde= ½ Postmeile = 4,531 km). Dieses Meilensystem war das erste europäische Verkehrsleitsystem. Der hier betrachteten Säule kommt als Teil des überregional bedeutenden Postwegesystems eine hohe verkehrsgeschichtliche Bedeutung zu (LfD/2013).
10. ↑  Das Gebäude, das ehemalige Kontorhaus eines Sägewerkes, ist ein Kulturdenkmal vorrangig aus baugeschichtlichen Gründen. Auf schmalem Grundstück zwischen Fluss und Straße gelegen, bildet das Haus die südwestliche Spitze einer (baulich zu DDR-Zeiten neu entstandenen und selbst nicht denkmalwürdigen) Fabrik und ist Relikt der Bausubstanz der 1920er Jahre. Die typischen zeitgenössischen Formen und Materialien sind für die Nachwelt noch authentisch und unverstellt nachzuvollziehen: das zweigeschossige traufständige Gebäude mit Walmdach (Biberschwanzdeckung) und Edelputz hat fünf Achsen, wobei der Eingang betont ist durch größeres Maß, Rundbogenabschluss mit expressionistischem Schlussstein und erhaltene hölzerne Füllungstür. Die Geschosse werden optisch getrennt durch einen Zahnschnittfries, die Obergeschoss-Fenster sind durch ein Konsolgesims zusammengefasst. Die Symmetrie wird souverän gelockert durch einen eingeschossigen Anbau links, ebenfalls mit Walmdach, und auf der Wasserseite durch einen kleinen hölzernen Erker. Ein Putzband bildet den gemeinsamen Abschluss der Öffnungen von Hauptbau und Anbau, bei letzterem bildet der erwähnte Zahnschnitt das Traufgesims, außerdem findet man hier noch Medaillons als Putzgestaltung. Mit einfachen Mitteln wurde am Objekt gute Architektur geschaffen (LfD/2017).